# Тчев
Тчев (пол. Tczew) — місто на півночі Польщі, у Поморському воєводстві, центр Тчевського повіту, що належить до агломерації Триміста . У 1975–1998 роках місто адміністративно належало до Гданського воєводства.
За даними Головного статистичного управління від 30 червня 2021 року Тчев нараховував 59 105 жителів  і було четвертим за чисельністю населення містом (після Гданська, Гдині та Слупська ) у Поморському воєводстві, а також 73-м за чисельністю населення містом у Польщі .

## Розташування
Місто розташоване в районі Старогардських озер у прольодовиковій долині річки Вісла, у Коцевському краї, другому регіоні Гданської Поморії після Кашубії, приблизно за 30 км від Гданська, що належить до агломерації Триміста . Це одне з найстаріших міст Померанії, його історія сягає 1198 року. Це комунікаційний вузол північної Польщі, розташований на перетині шляхів Сілезія – Балтія та Берлін – Кенігсберг . Тут перетинаються національна дорога № 91 від Гданська до Торуня та провінційна дорога № 224 від Тчева до Вейгерово (позначена покажчиком Kościerzyna ), а поруч пролягає автомагістраль А1 - розв'язка Станіславське та Сварожин, національна дорога № 22 Kostšyn nad Odrą - Grzechotki і - на відстані приблизно 20 км на північний схід від міста - швидкісна дорога S7 . Загалом у Тчеві близько 130 км доріг [ потрібно виноска ] . Сусідні гміни: Ліхнови, Мілорадз, Тчев (сільська гміна) . На відстані приблизно 44 км знаходиться аеропорт Гданська. Лех Валенса .

## Площа
- 1951: 24 км²
- 1955: 30 км²
- 1960: 35 км²
- з 1980: 22 км²

За даними 2007 року  Тчев має площу 22,26 км², у тому числі:
- сільськогосподарські угіддя: 39,4%
- вода: 3,7%
- забудовані та міські території: 46,7%
- ліси та лісисті території: 0,4%
- пустир: 1,1%
- інше: 8,7%

Місто становить 3,19 % площі повіту.

## Історія
Поселення в Тчеві було одним із найстаріших у Гданському Помор'ї . Археологічні знахідки свідчать про те, що околиці Тчева були заселені людьми ще приблизно в 3000-1700 рр. до н.е. ( молодший кам'яний вік - культура воронкових склянок ). Про безперервність поселення свідчать прикраси та знаряддя праці гальштатського періоду D (500-400 рр. до н. е.), кладовище римського періоду та сліди ранньосередньовічного поселення.

### Перші згадки
Перша згадка про Тчев датується 1252 роком, коли князь Самбор II почав будувати в Тчеві замок. Поселення Дерсове згадується в виданому німецькому документі. Етимологія назви міста досі чітко не пояснена лінгвістами, припускають, що вона може походити з прусської мови  (пруське слово «dirse» означало хоробру людину). Однак одне можна сказати напевно, що він набагато старший за його перший запис. У найдавніших писемних документах (12-13 ст.) стояли поруч дві назви, що стосувалися одного або навіть двох сусідніх поселень: згаданий Трсов - за словами проф. Tymienieckiego етруського походження, а згідно з Mrongowiusz з Tkaczewo, що означало б поселення ткачів, і Derszewo, від імені феодала Dersław, що відповідає кашубському Dërszewò та німецькому Dirschau.

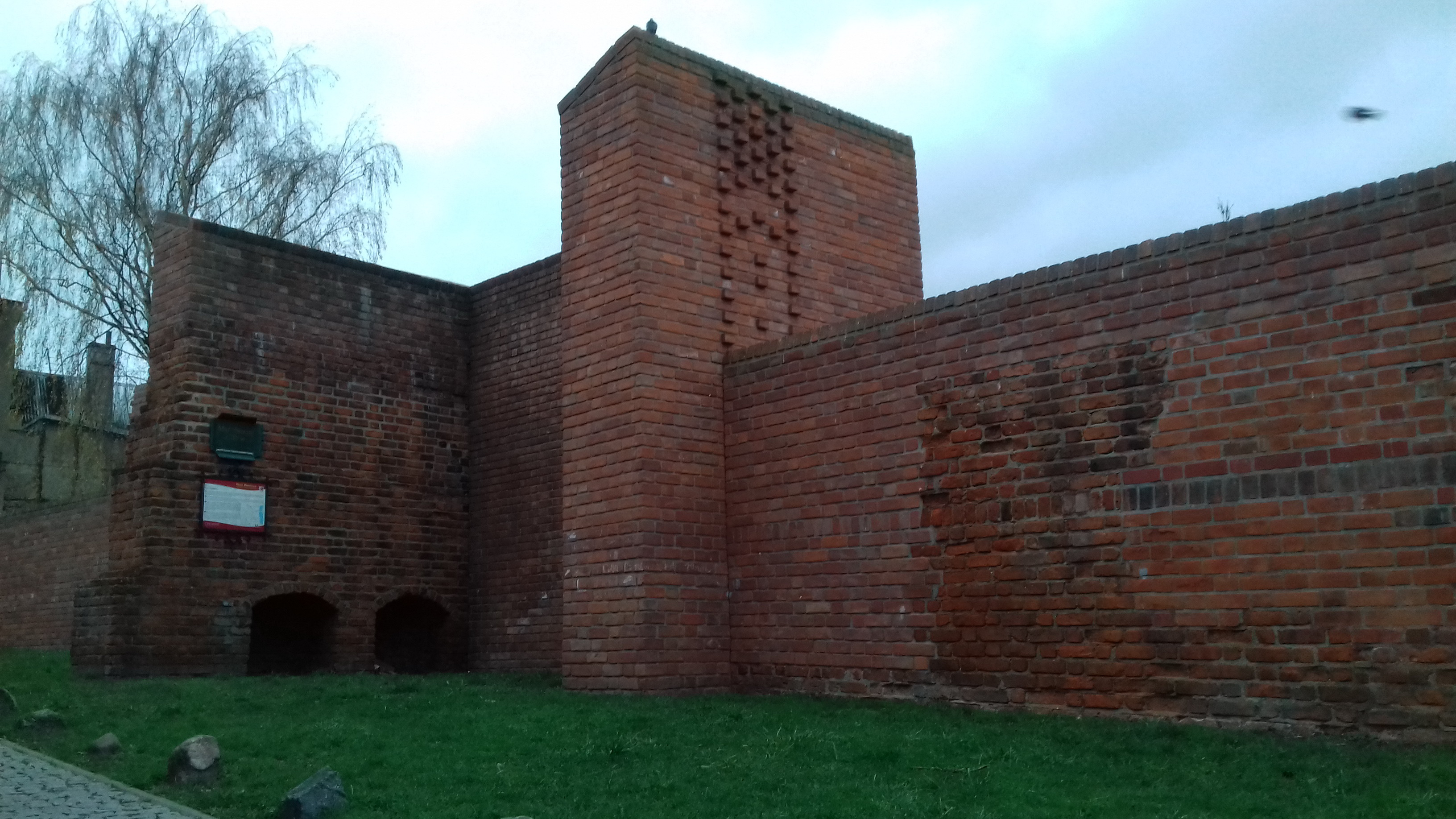
Залишки оборонних мурів Тчева з вежею, вул. під стіною

Зростаюче значення економічної функції Вісли та кількох центрів поселення в Тчеві в XII-XIII століттях призвело до будівництва замку та перенесення столиці князівства Самбором II з Любішева до Тчева на рубежі 1252 р. /1253. Виникненню міста передує заснування міської ради в Тчеві, заснованої вже в 1258 році за згодою вищезгаданого князя Самбора II. Це єдиний випадок такого типу в сучасній Польщі. Тчевська міська рада була створена раніше, ніж ради у Вроцлаві (1261 р.), Кракові (1264 р.) чи Познані (1280 р.), які вважаються найстарішими в нашій країні, які були створені в цих містах через кілька чи кілька років після надання муніципальних прав. З огляду на історичні факти, самоврядування міста Тчев є найдавнішим, а отже, першим в історії на сучасній території Польщі.

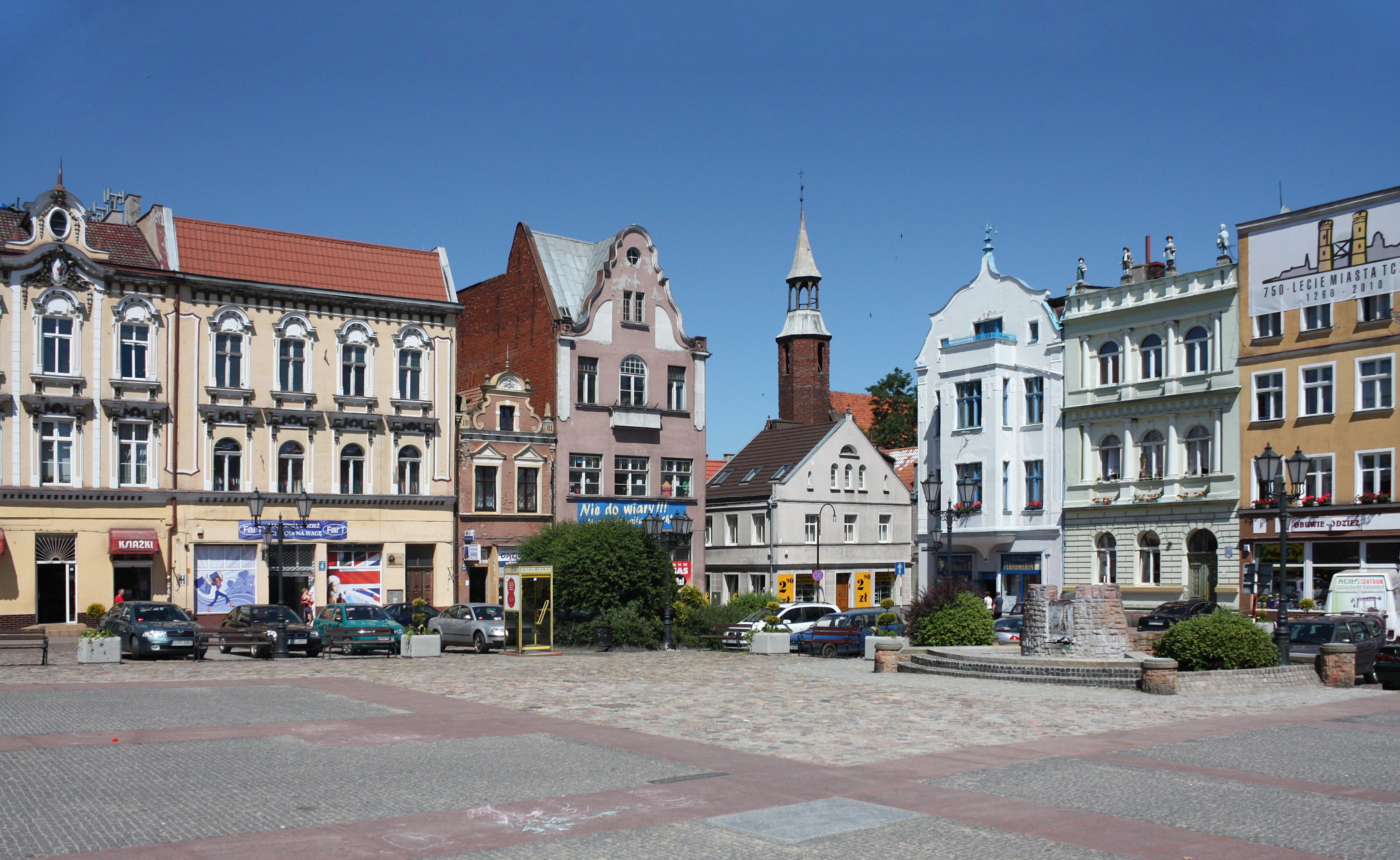
Площа Галлера в Тчеві, на задньому плані постмініканська церква св. Станіслав Костка

У 1260 році Тчев отримав міські права від Самбора II (розташування на основі права Любека ). У місті процвітали ремесла і торгівля. Багатство примножила митниця на Віслі. Тут був порт, куди заходили західні торгові кораблі, і монетний двір власного карбування розмінних срібних денаріїв . Останній правитель Ґданського Помор’я Мествін II у 1289 році привіз до Тчева домініканців, які побудували в місті свій костел і монастир.
У 1308 році Тчев обманом захопив Тевтонський орден . Місто спалили, а городян вигнали  . Орден отримав локаційний привілей, міську печатку та книгу Любекського права. Більш як на півстоліття міська організація припинила своє існування. Лише в 1364–1383 роках Тевтонський орден надав місту чотири привілеї, які регулювали обсяг прав і обов’язків міщан по відношенню до Тевтонського ордену (місто було засноване на Хелмінському законі )  . Після 1308 року тевтонські лицарі також побудували тут замок, який був резиденцією тевтонських адміністраторів Тчев vogt  . Чотирнадцятим століттям також датується будівництво міських укріплень, ідентифікованих археологічними методами на ділянці, що проходить уздовж нинішньої вулиці Замкової  . У той час в’їзд до міста був можливий завдяки Гданській, Млиновій та Водяній брамам.

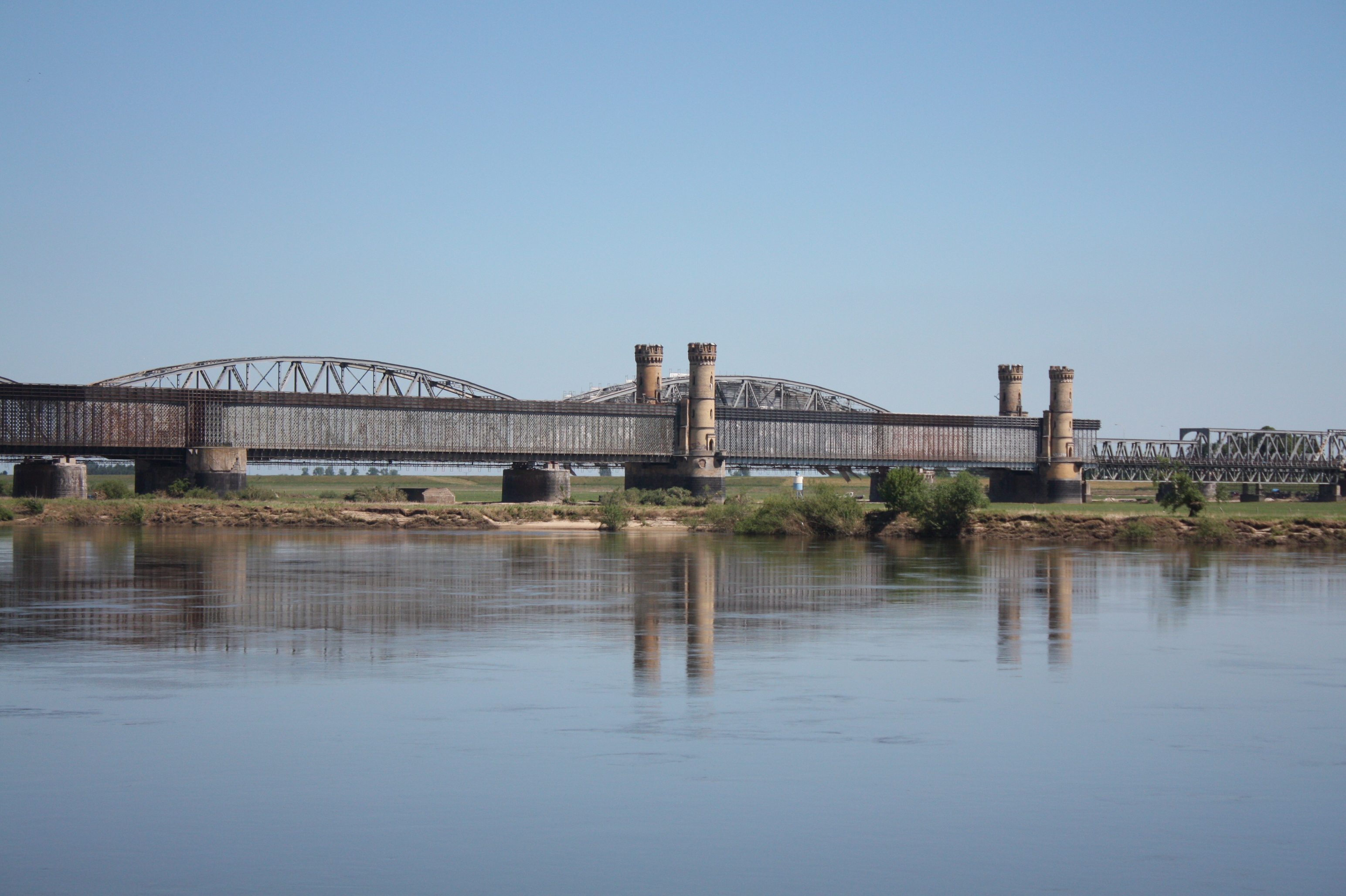
Залізничний міст і Тчевський міст

У 1410 році після Грюнвальдської битви місто ненадовго опинилося в руках поляків. Однак Перший Торунський мир залишив Тчев і всю Померанію в межах орденської держави . У 1440 році Тчев приєднався до Прусської конфедерації . Під час Тринадцятилітньої війни (1454-1466) місто кілька разів змінювало свій гарнізон і, нарешті, за другим Торуньським миром 1466 року було приєднано до Польщі. З 1468 року Тчев був осідком неміського староства та повіту . Місто знову набуло свого віслянського характеру, стало осередком купців і ремісників, важливою ланкою в польській хлібній торгівлі. За польських часів у Тчеві відбувалися численні конгреси прусських держав.
У 1577 році через необережність вояків Стефана Баторія сталася велика пожежа, яка майже повністю знищила місто. Збереглися лише культові споруди. Відбудоване з попелу місто у 1623 році відвідав король Сигізмунд III Ваза.
Під час воєн зі Швецією в XVII столітті та під час Північної війни (1700-1721) місто постраждало від проходження іноземних армій. Саксонські часи перед поділами та прусським правлінням також були неспокійними для Померанії, включаючи Тчев.

### Після першого поділу Польщі
У 1772 році, після Першого поділу Польщі, Тчев потрапив під владу Пруссії . Домініканці залишалися центром польської культури в місті (аж до розпуску ордену в 1818 р.).
Відродження надії поляків на відмову від прусського панування відбулося в 1794 році під час повстання Костюшка, а потім у 1806–1807 роках під час вступу наполеонівських військ і польських легіонів до Великої Польщі та Гданського Помор'я . Ці війська зупинилися біля Тчева 17 січня 1807 року. Вояки Генрика Домбровського здобули місто 23 лютого 1807 року під час генерального штурму Тчева, до якого входило й польське населення. Тчевські легіонери бачили в легіонерах свого опікуна і представника легальної польської влади. За наказом Наполеона місто було закріплено й укріплено. Навколо міста було споруджено 12 валів. У 1807–1812 роках імператор Наполеон кілька разів відвідував Тчев. Після поразки Листопадового повстання в Тчеві залишилися інтерновані прусською владою повстанці, частина з яких осіла в місті назавжди.

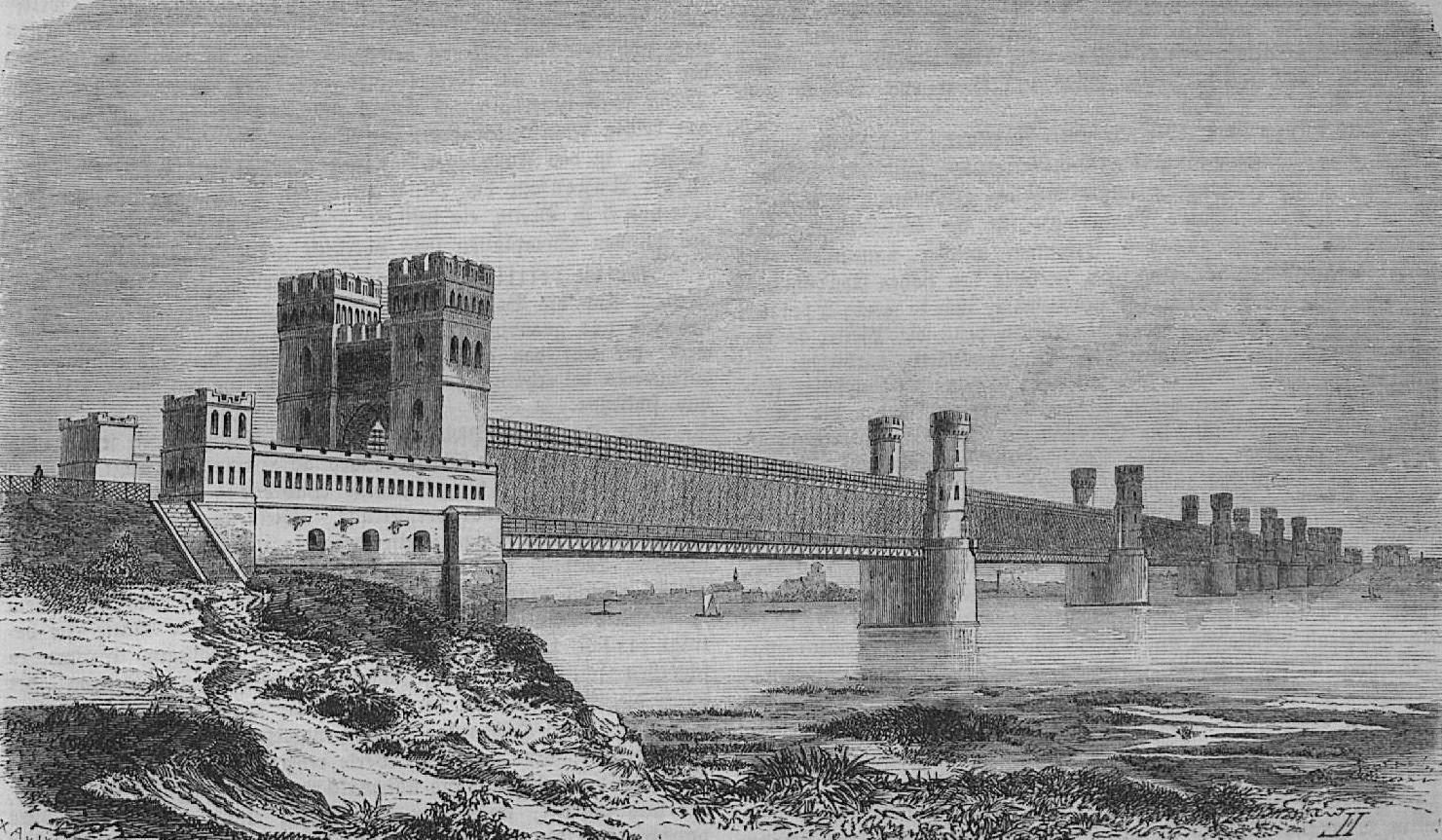
Перший міст через річку Вісла в Тчеві з башточками за проектом Ф. А. Штюлер, 1851-1857 (авто-залізниця), 1858

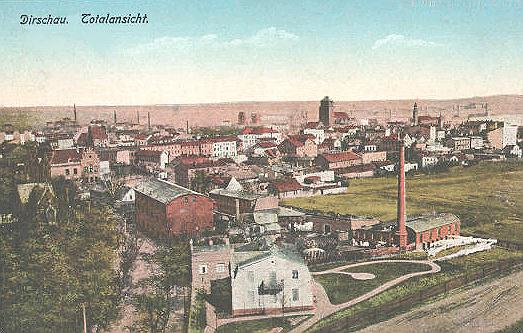
Вид на Тчев, 1900 рік

В першій половині 19 століття Пруссаки зруйнували частину оборонних стін з вежами та в'їзними воротами,

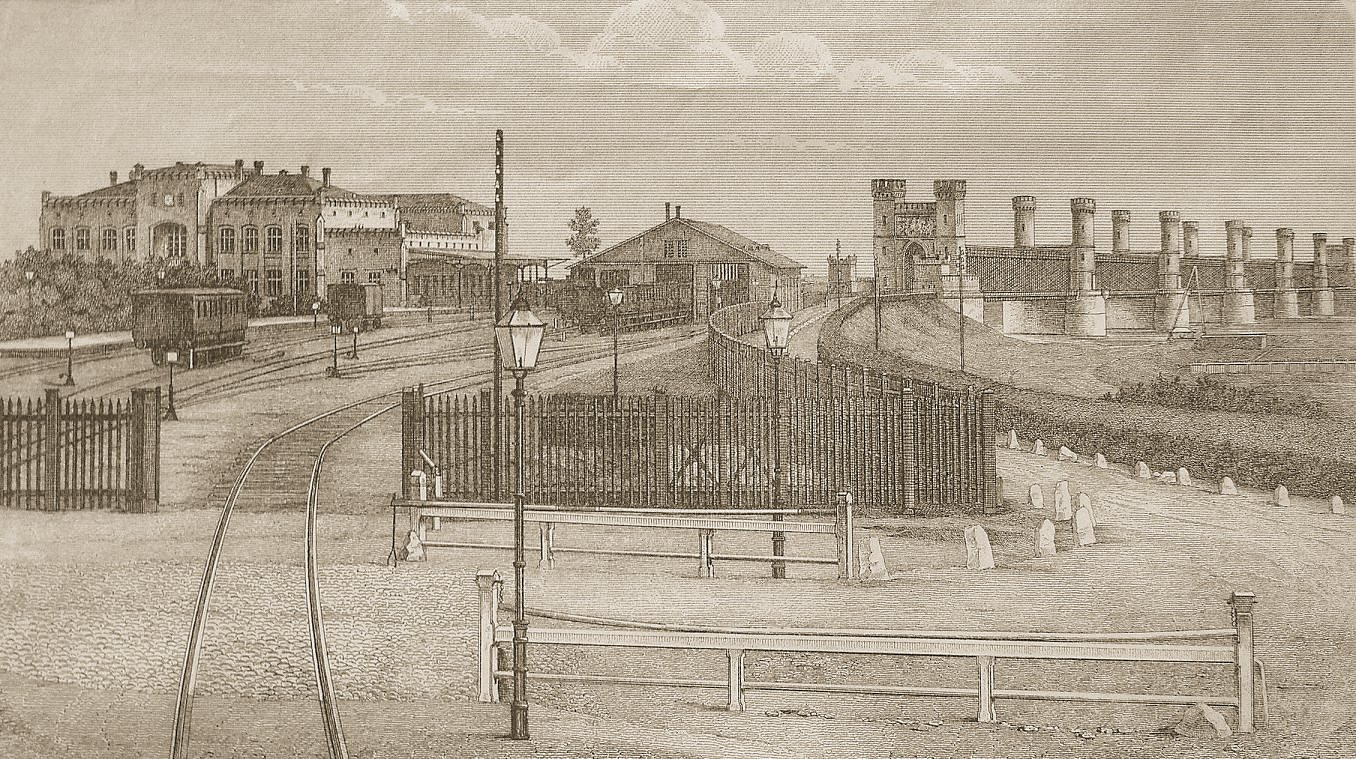
Залізнична станція Тчев (більше не існує) на задньому плані мосту (близько 1860 р.)

половину укріплень шведських і наполеонівських часів, а також уже зруйнований Тчевський замок. З середини ХІХ ст Тчев почав розвиватися як промисловий центр, залізничний і автомобільний вузол. У 1851–1857 роках збудовано перший міст через Віслу. Його опори були прикрашені неоготичними вежами. На опорах споруджено багато декоровані в'їзні ворота. На той час це був найдовший міст у Північній Європі (бл. 800 м). Незабаром цього стало недостатньо, і в 1888-1890 роках був побудований другий міст поруч із ним, за 30 метрів. Він перебрав на себе функції залізничного мосту, оскільки перший мав обслуговувати потреби пішохідного та автомобільного руху.

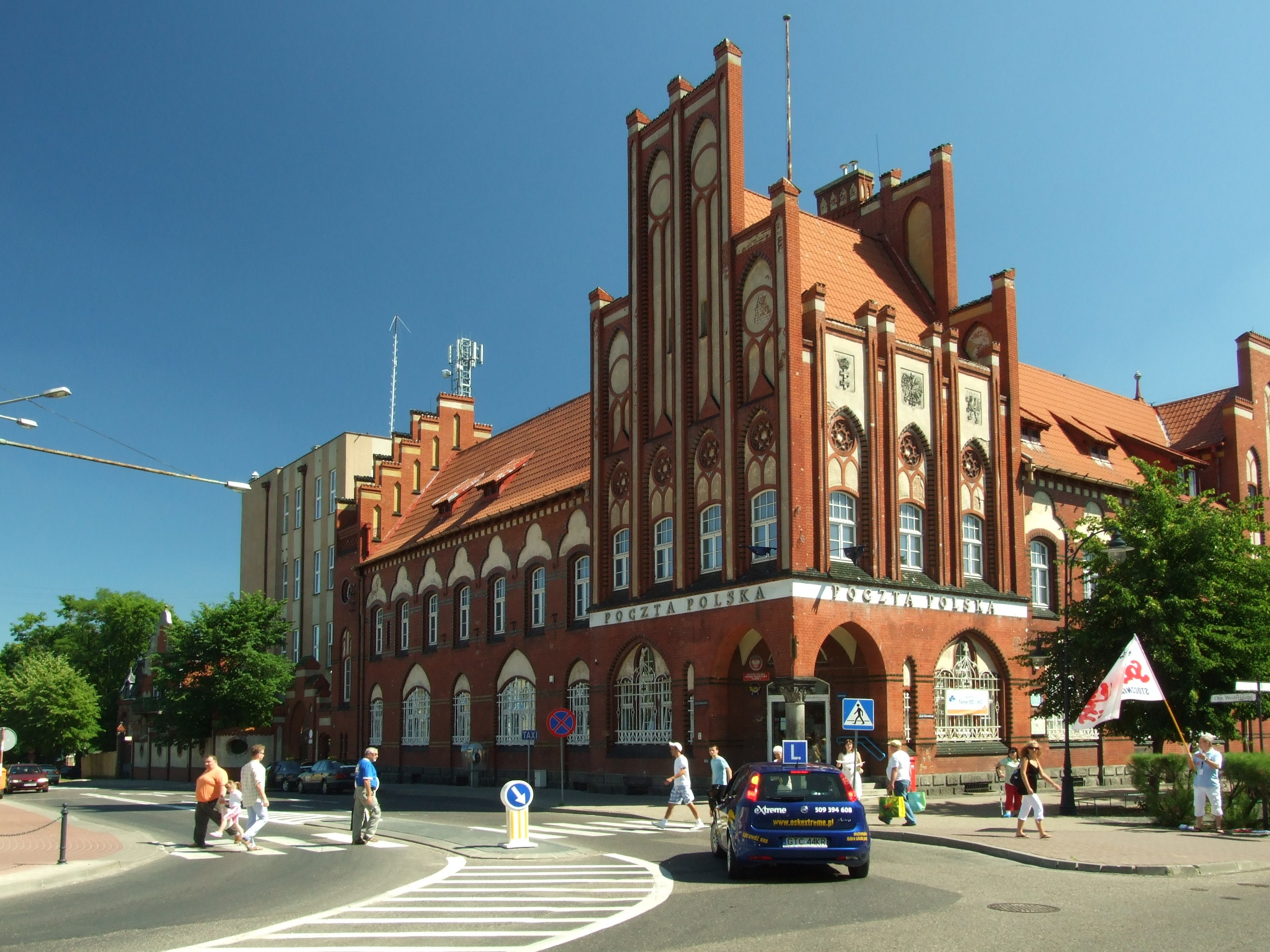
Будинок пошти 1905 р. за проектом Кароль Гемпель

У другій половині У 19 столітті та на початку 20 століття в Тчеві були засновані: паровий млин, машинобудівний завод Muscat, завод машин і ремонтна майстерня Kriesel, фабрика металевих виробів Kelch, королівський машинобудівний завод, чавуноливарний завод, завод цементних виробів Гофмана, два цукрових заводи, вафельна фабрика, пивоварня, газовий завод, водогін, каналізація, міський водогін. Розвивалася також торгівля зерном і судноплавство по Віслі.
Активними були поляки. У період, що передував відновленню незалежності, тут діяли Добровільна пожежна дружина (1897), Польська професійна спілка (1905), Народний банк (1906), Співоче товариство св. Цецилії (відновлено в 1918 р.). Опорою польськості в Тчеві була католицька церква.

### Міжвоєнний період
У 1918 році була створена Народна Рада, яка неофіційно перебрала владу у німців. Рада також підготувала жителів Тчева до урочистої, офіційної передачі міста військам «Блакитної армії» генерала Юзефа Галлера . У 1919 р. виходить польська газета «Dziennik Тчевski». Наближався день повернення до Польщі. 30 січня 1920 р. польське населення дуже привітно зустріло вояків «Блакитної армії» в Тчеві. Хлібом-сіллю зустріли бійців перед будинком староства. Принагідну промову виголосив перший після визволення польський староста Максиміліан Арчинський . Через кілька днів, 4 лютого, Тчев відвідав командувач «Блакитної армії» ген. Джозеф Халлер.

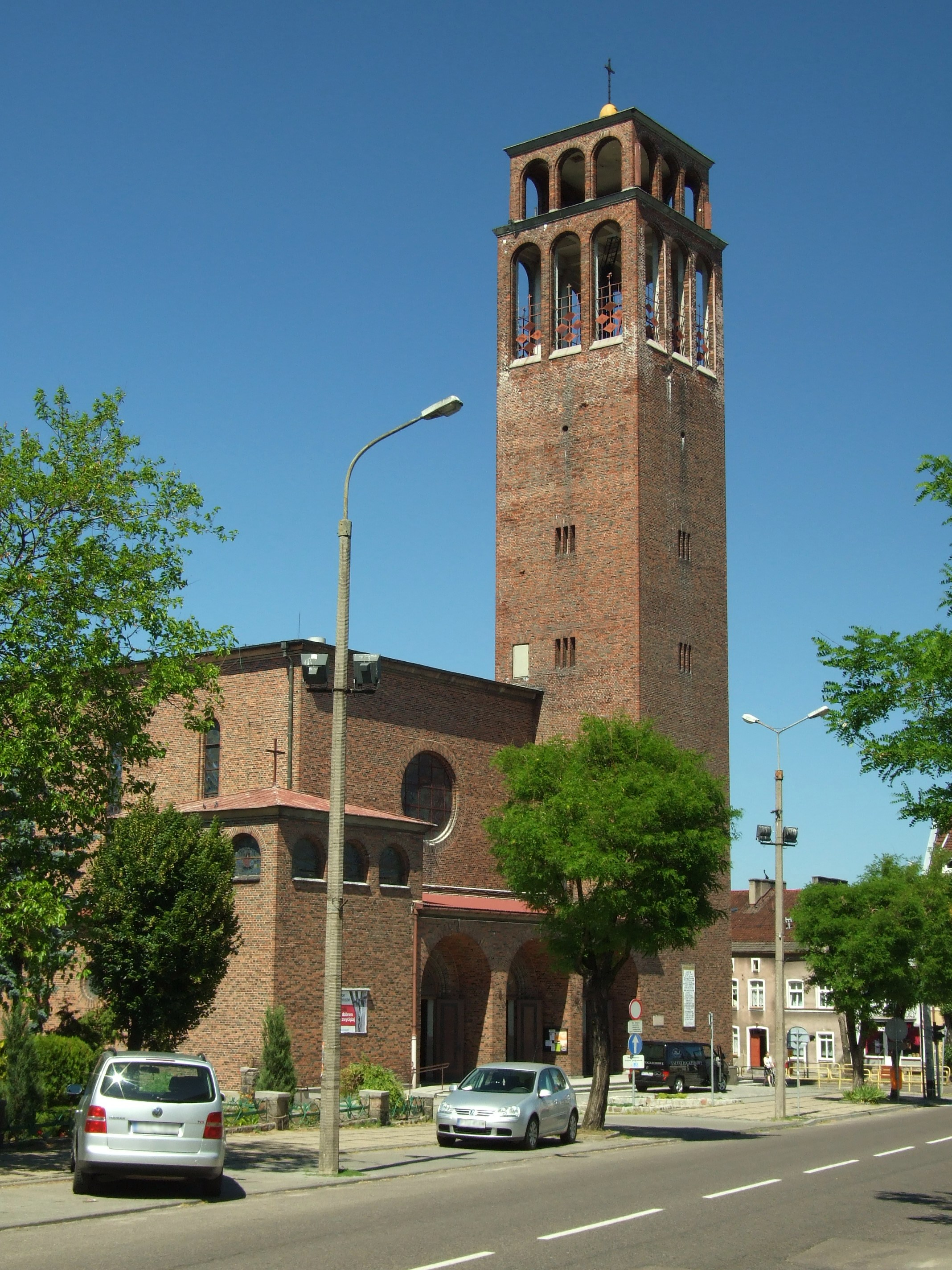
Церква св. Йосип – приклад тчевської архітектури міжвоєнного періоду

Відновлення незалежності Польщею та повернення Тчева до складу польської держави розпочинає нову главу в історії міста. У 1920 році в Тчеві була відкрита перша польська морська школа . Його фактичним організатором був перший директор цього закладу комендант Антоній Гарнушевський . За десятиліття свого існування «Школа морських собак» у Тчеві нагородила 140 випускників дипломами штурманів та інженерів.
З 1920 р. велася також робота по включенню Тчева до господарських підприємств, пов'язаних з морською справою. У 1926 році на підставі рішення міністра промисловості та торгівлі
, поморського воєводи та меморіалу муніципалітету Тчев, за помітної ініціативи Торгово-промислової палати в Ґрудзьондз було засновано річковий та морський порт в Тчеві. На офіційному відкритті порту був присутній міністр Євгеніуш Квятковський . Брав участь у будівельних роботах інж. Генрі Клім . Особливо сприятливими для порту Тчев були 1926–1928 роки – період найвищої економічної ситуації для польського вугілля, спричинений довготривалим страйком англійських шахтарів. З 1926 року консорціумом копалень у Заґленмбі Домбровському було засновано судноплавну компанію «Вісла-Балик», яка мала шість буксирів і чотирнадцять власних морських ліхтерів  . Після 1928 року Товариство припинило свою діяльність, і порт у Тчеві втратив своє значення, а надії на розвиток портових функцій міста зникли на користь порту, що з’явився в Гдині  . Хоча масштабні перевалки припинилися, судноплавство на Віслі тривало. Щодня через Тчев проходили десятки барж і буксирів . Також регулярні пасажирські перевезення вгору та вниз по Віслі завдяки компанії «Вісла». У 1920 році до сейму було внесено пропозицію про створення Тчева як столиці Поморського воєводства. Однак його не прийняли, хоча аргументи депутата Яна Домбського від PSL-Piast були цілком обґрунтованими.
У міжвоєнний період значними були досягнення міста в галузі промисловості. Було багато фабрик, розвивалося ремесло і торгівля, а також житлове будівництво. Церква св. вул. Йосипа та спортивний стадіон. Було модернізовано водогін та міську бійню. Виходило кілька польських газет і журналів. Кількість мешканців зросла приблизно з 16 тис. в 1921 до 28тис. в 1938 році.
З 1930 року в Тчеві стояв 2-й стрілецький батальйон, який у разі війни мав якомога довше протистояти німцям і підривати мости на Віслі .

### Друга світова війна
1 вересня 1939 року о 04:34 три пікіруючих бомбардувальники з першої ескадри пікіруючих бомбардувальників під командуванням штабного капітана обер-лейтенанта Бруно Діллі атакувала міст у Тчеві. Їхня атака, однак, мала на меті не зруйнувати міст, а запобігти його руйнуванню. Бої в обороні міста тривали лише один день – 1 вересня 1939 р. Проте польські вояки свою справу зробили. За наказом підполк. Станіслав Янік - командир 2-го стрілецького батальйону, мости були зруйновані. Таким чином німцям не вдалося перегрупувати свої війська з Рейху до Східної Пруссії, щоб здійснити флангову атаку на лінії Бугу, заплановану на другому етапі вересневої кампанії. Вранці 2 вересня німецько-фашистські війська увійшли в Тчев. Почалася окупація – час вбивств і репресій багатьох жителів Тчева. У місті були створені табори для військовополонених англійців і французів і трудовий табір для поляків. Діяли різні підпільні організації опору (напр. Армія Крайова та Грифон Померанія ). Німці виселяли поляків до Генерал-губернаторства та до Райху на примусові роботи.
Нацистська окупація закінчилася 12 березня 1945 року, коли Тчев був захоплений радянськими військами 242-ї та 372-ї дивізій 2-ї ударної армії 2-го Білоруського фронту . У битві під Тчевом загинуло понад 100 радянських воїнів. Відповідно до декрету PKWN від 31 серпня 1944 р. створювалися місця ізоляції, тюрми та примусово-трудові центри для «нацистських злочинців і зрадників польського народу». Трудовий табір № 177 був створений Міністерством громадської безпеки в Тчеві .
Після Другої світової війни Тчев був одним із міст Ґданського Помор’я, яке найбільше постраждало від фронтових операцій. Практично не залишилося жодного заводу, здатного працювати. Відбулося значне зменшення населення приблизно до 18-20 тисяч. Мешканці спочатку взяли на себе зусилля, щоб відбудувати, а потім розширити місто, яке сьогодні налічує 60 253 людей (травень 2009 року). Нині в місті працює низка підприємств електромеханічної, машинобудівної, суднобудівної, металургійної, харчової, водопровідної та мостобудівної промисловості. Приватний сектор стає все більш помітним. Є багато компаній і компаній.

### Календар історії Тчева
- 3000-1700 рр. до н.е. - перші археологічні знахідки в Тчеві походять з цих часів, в основному з періоду римського впливу (могили та поселення).
- 1252 р. - перша письмова згадка про Тчев (Дерсове) в німецькому документі.
- 1258 – у Тчеві засновано першу міську раду в Польщі.
- 1260 р. - надання князем Самбором ІІ права міста Тчеву.
- 1289 р. — Мествін II привів до Тчева домініканців, які побудували тут костел і монастирський комплекс.
- 1308 — через кілька днів після Гданської різанини Тчев був зайнятий тевтонськими лицарями без бою [14] .
- 1440 — Тчев приєднався до Прусського союзу .
- 1466 — за Торуньським миром Тчев повернувся до Польщі.
- 1577 р. - велика пожежа через необережність вояків Стефана Баторія - вогонь майже повністю знищив місто.
- 1623 — відбудоване з попелу місто відвідав король Сигізмунд III Ваза .
- 1772 – після першого поділу Польщі Тчев потрапив під владу Пруссії.
- 17 січня 1807 р. - армія Наполеона стояла під Тчевом.
- 23 лютого 1807 р. - місто захопили вояки Яна Генрика Домбровського.
- 1851-1857 рр. - побудовано перший Тчевський міст через Віслу . Коли цього стало недостатньо, у 1888-1890 роках був побудований інший міст приблизно за 30 метрів.
- 1918 – створено Народну раду, неофіційно перебравши владу від німців. Рада також підготувала місто до урочистої передачі міста частинам « Блакитної армії » ген. Халлер.
- 30 січня 1920 р. – до Тчева увійшли солдати «Блакитної армії». Через кілька днів, 4 лютого, ген. Джозеф Халлер .
- 1920 р. - Відкриття морської школи в Тчеві.
- 1926 – у Тчеві засновано річковий порт Towarzystwo Żegluga Wisła-Bałtyk .
- 1930 - з цього року в Тчеві дислокувався 2-й стрілецький батальйон .
- 1 вересня 1939 року — напад на залізничний міст в рамках акції ЗУГ, а потім підрив обох мостів і бомбардування станції [15] .
- 24 січня 1940 р. - публічна страта тринадцяти польських заручників, здійснена на т. зв. свинячий ринок офіцерами СС та воєнізованими Selbsschutz .
- 2016 – покровителем міста Тчев став св. Гедвіга Анжуйська, король Польщі.

## Демографія
| рік      | Населення |
| -------- | --------- |
| 2007 рік | 60 271    |
| 2008 рік | 60 119    |
| 2009 рік | 60 291    |
| 2010 рік | 60 152    |
| 2011 рік | 60 889    |
| 2013 рік | 60 641    |
| 2014 рік | 60 673    |
| 2015 рік | 60 052    |
| 2016 рік | 60 276    |
| 2017 рік | 60 257    |
| 2018 рік | 60 279    |
| 2019 рік | 59 951    |
| 2020 рік | 59 430    |
| 2021 рік | 59 105    |

Дані від 30 червня 2013 року :
| Опис                               | Всього | Всього | жінки  | жінки  | Чоловіки | Чоловіки |
| ---------------------------------- | ------ | ------ | ------ | ------ | -------- | -------- |
| Одиниця                            | Осіб   | %      | Осіб   | %      | Осіб     | %        |
| Населення                          | 60 641 | 100    | 31 392 | 51.7   | 29 249   | 48.3     |
| Щільність населення мешканців/км²] | 2724,2 | 2724,2 | 1410.2 | 1410.2 | 1313,9   | 1313,9   |

Вікова піраміда мешканців Тчева 2014 р. .

## Поділ міста

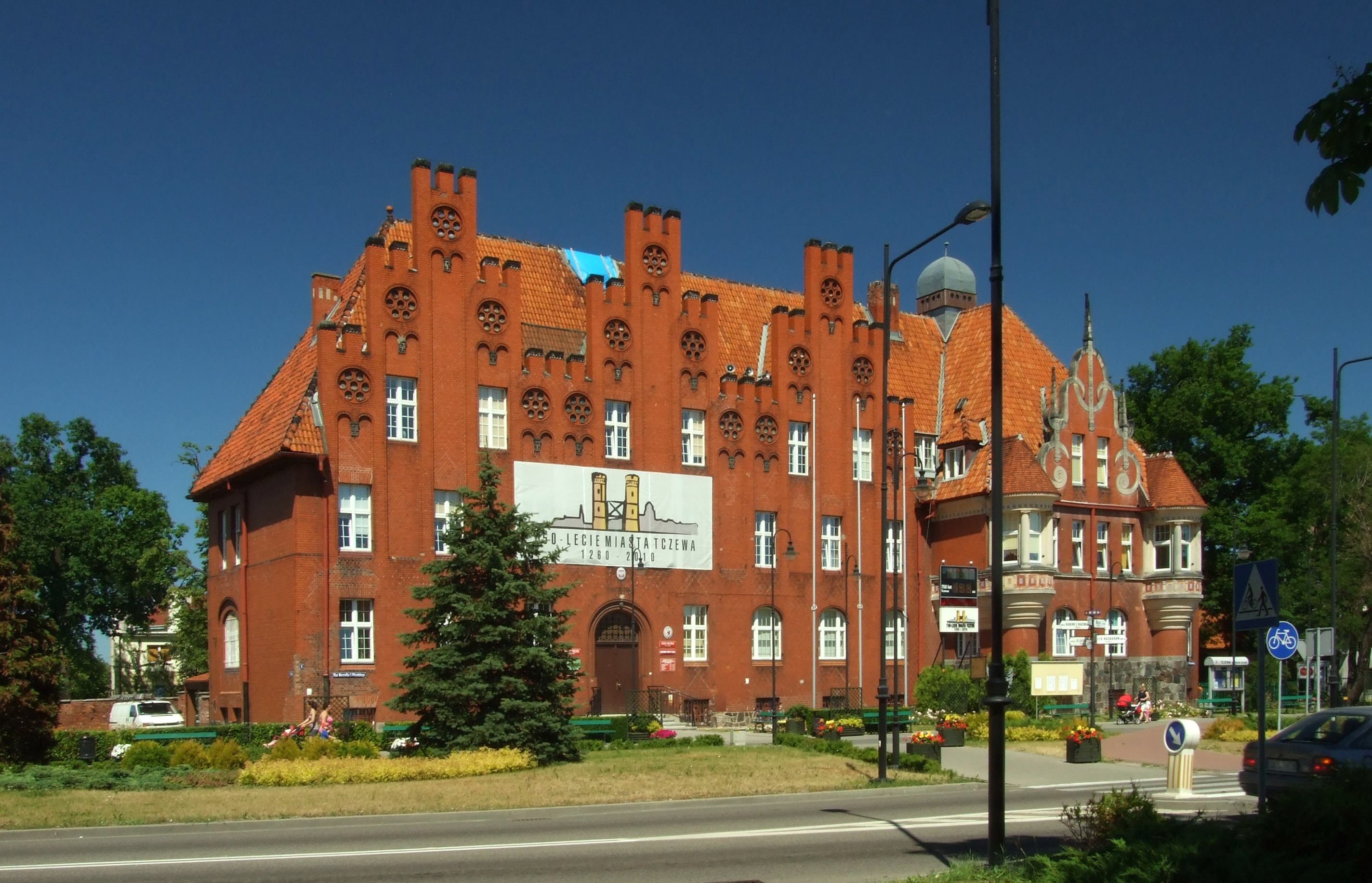
Неоготична ратуша в Тчеві

Тчев не має юридичного адміністративного поділу, але виділяють наступні житлові масиви та частини міста:
- Нове місто
- Житловий масив Байкове-Піотрово
- Маєток Чижиково
- Житловий масив Гарнушевського
- Гуркі
- Житловий масив ген. Ж. Бем (Ділянки Бема)
- Житловий масив Колеярж
- МалиновоКазковий ЖК, вул. Рокіцька
- Маєток Пратниця

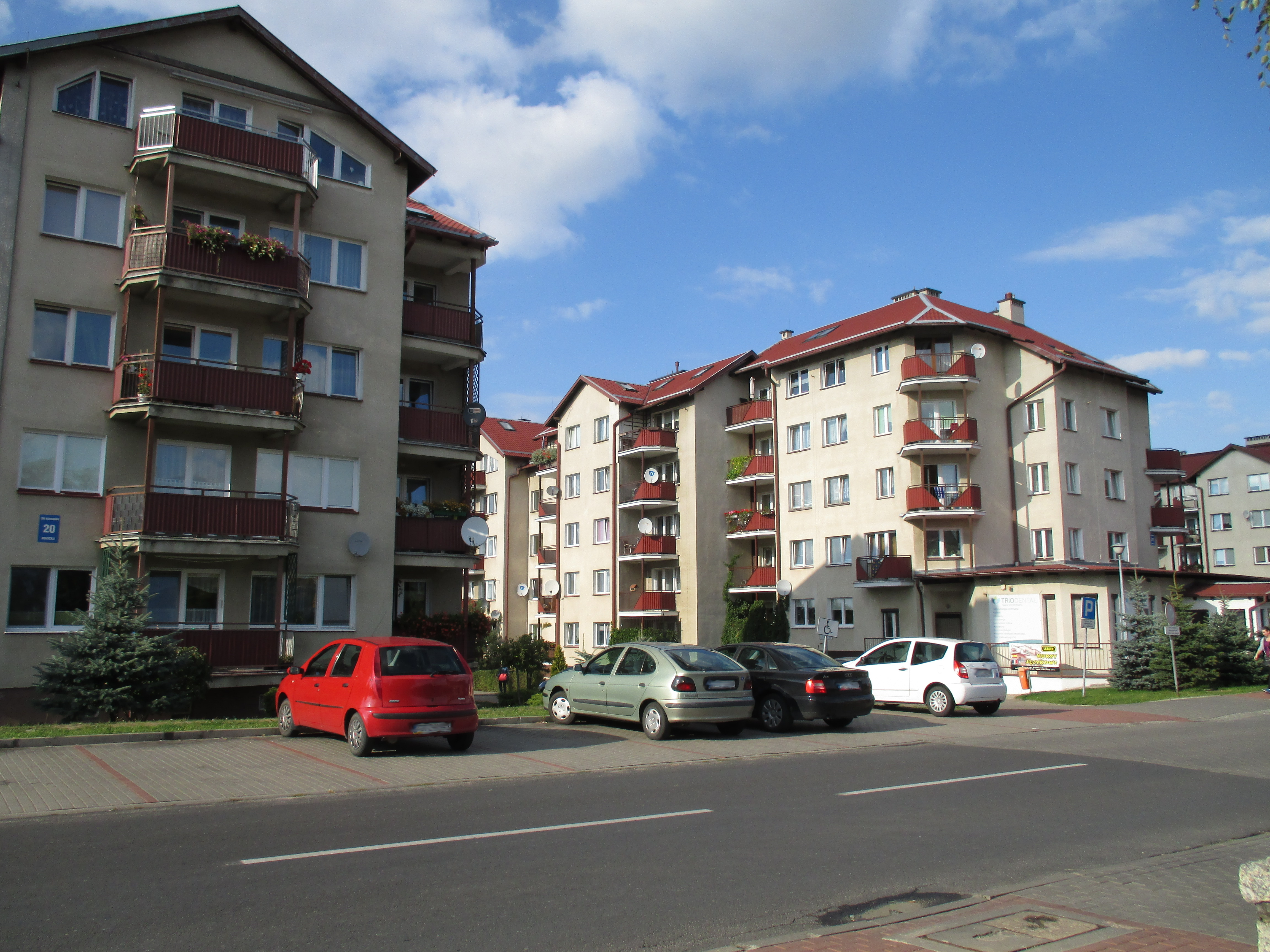
Казковий ЖК, вул. Рокіцька

- Маєток С. Сташиця (Абісинія, Сташицькі ділянки)
- Житловий масив Стшельниця
- Маєток Сухостриги
- Житловий масив В. Вітоса (Гуркі)
- Житловий масив За Парком
- Житловий масив Затоже ( Kosenviertel, Kosen )
- Старе місто

## Туризм

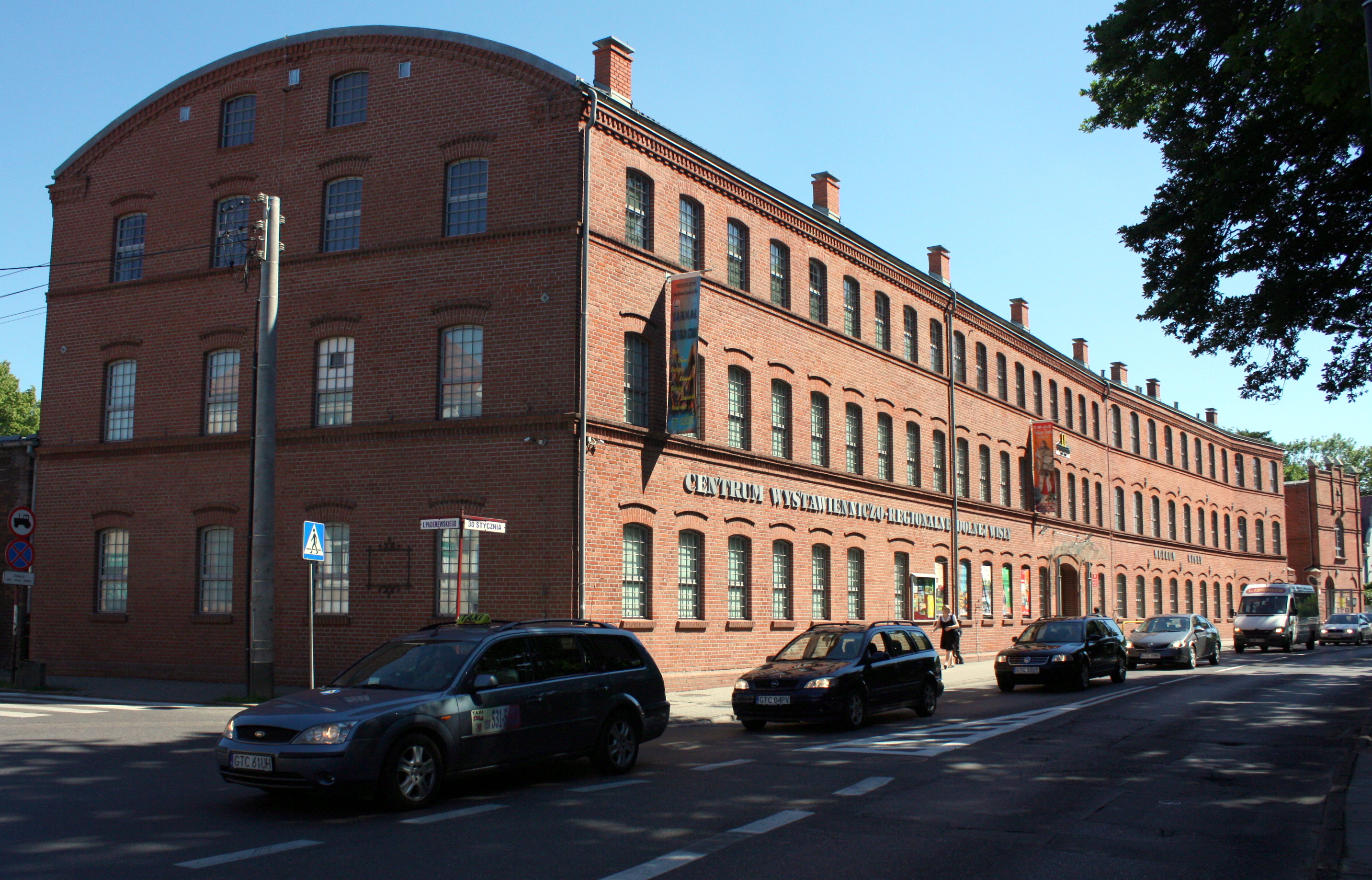
Виставковий і регіональний центр Нижньої Вісли в Тчеві

- Виставковий і регіональний центр Нижньої Вісли в ТчевіМузей Вісли - філія Національного морського музею в Гданську. Тчев вул. 30 Січня 4 (будинок Арт-заводу). Знаходиться в будівлі довоєнного заводу сільськогосподарських машин «Аркона», який під час окупації був переселенцем нацистів для польського населення з району с. Тчева вигнали з власних домівок і ферм.
- Арт-завод
- Парафіяльний костел Воздвиження Чесного Хреста - найдавніша пам'ятка міста. Костел походить з 13 століття, побудований у стилі віслянської готики, а його внутрішнє оздоблення походить з періоду бароко . Величезна цегляна вежа є найстарішою частиною костелу, а її верхівку – раніше дерев’яну – відбудували після пожежі 1982 року. На стінах костелу знайдено античні фрески, які намагаються відновити реставратори; найстаріший з них походить з другої половини ХІХ ст. XV століття і зображує святих жінок – у середньовічному сакральному мистецтві лише жінки зображувалися рідко. У вежі чотири дзвони: «Спаситель людини», « Марія », « Іван Павло ІІ » та «Вацлав».

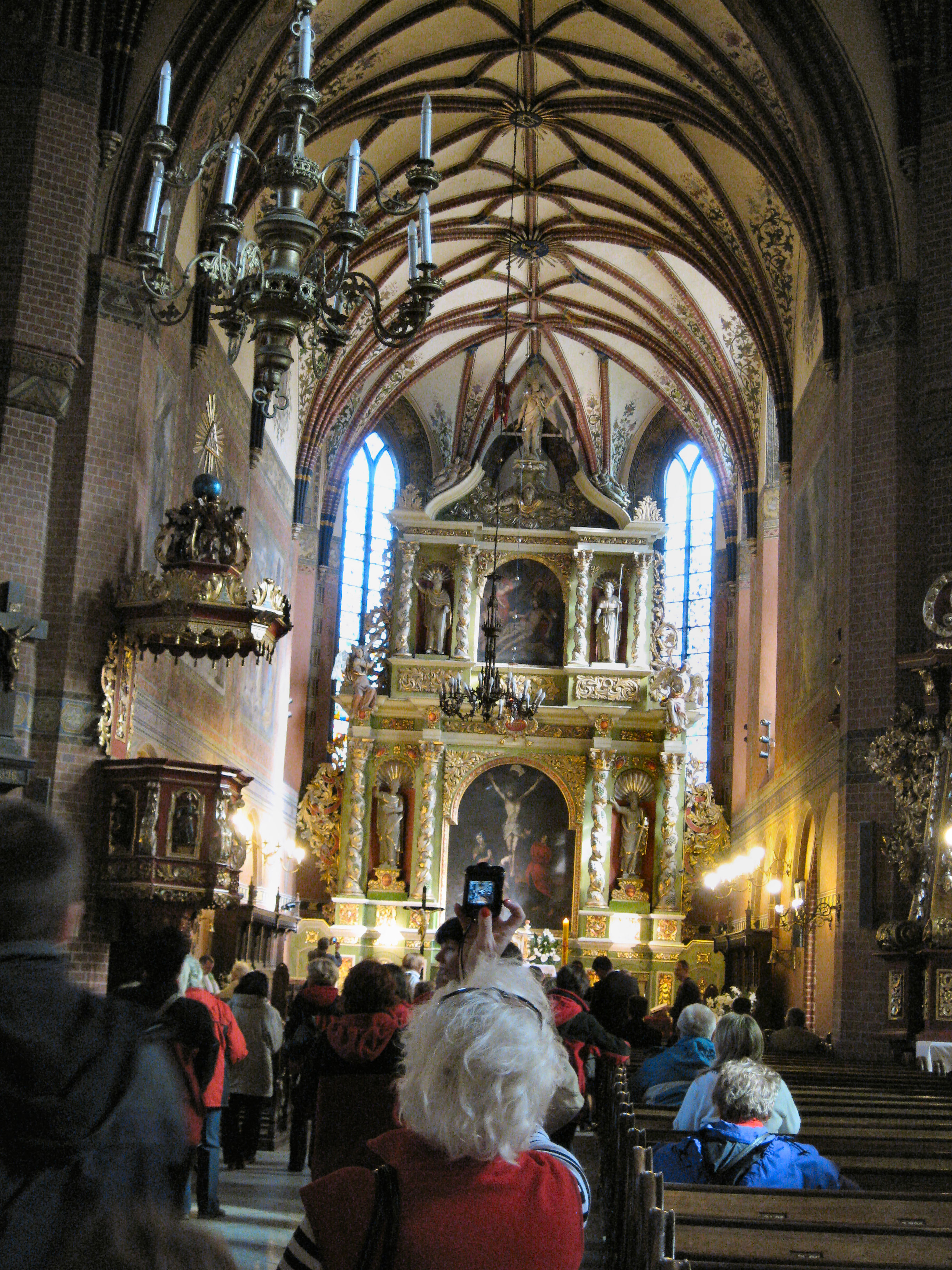
Парафіяльний костел Воздвиження Чесного Хреста - головна нава

- Домініканський костел св. Станіслава Костки - костел з 14 століття, з дуже хорошою акустикою. Побудований у готичному стилі, він має характерну Парафіяльний костел Воздвиження Чесного Хреста - головна нававосьмигранну вежу. Після розпаду домініканського ордену костел було перебудовано під школу, а пізніше, до 1945 року, використовувалося євангелістами . Після Другої світової війни тут встановили цінні вітражі .
- Голландський вітряк - побудований в 1806 році; дерев'яний, з фундаментом, має рідкісну п'ятикутну стулку [18] та головку, що обертається; з 1983 року перебуває у приватних руках, наданий для скаутського табору для скаутів у Тчеві.
- Міська водонапірна башта - збудована в 1905 році, ілюструє колишню забудову комунальних закладів. 40-метрова вежа за допомогою природного тиску розподіляла по квартирах воду, що зберігалася у величезному резервуарі.
- Ратуша - розташована на площі Галлера, в центрі Старого міста, була резиденцією міської ради, суду та міської канцелярії. Після пожежі 1916 року його не відновлювали, тепер резиденція міської влади — це будівля початку 20 століття. Нині на площі Галлера зберігся контур стін старої ратуші з кубів.
- Будинок пошти - зведений у 1905 році за проектом Кароля Гемпеля на місці двох менших фахверкових будинків. З 1850 року на цьому місці розташовувалася пошта. На будівлі розташовані: герб Гданська, герб Тчева та державний герб.
- Особливою пам'яткою Тчева є автомобільний міст через річку Вісла та залізничний міст . Було побудовано перший автомобільний міст (1851-1857 рр.) і на той час він був одним із найдовших у світі (довжина 837 м), будівництво автомобільного мосту коштувало 4 млн. талерів. Перший камінь під будівництво заклав Фрідріх Вільгельм IV . Спочатку міст мав 10 веж і дві в'їзні брами з красивими порталами - сьогодні залишилося лише чотири вежі. Другий, залізничний, був побудований у 1888-1890 роках, коли одного мосту вже було недостатньо. Мости особливо цікаві застосованими технічними та конструктивними рішеннями. Американське товариство інженерів визнало Тчевський міст міжнародним пам'ятником будівництва (у тому ж списку є паризька Ейфелева вежа).Муніципальна водонапірна башта в Тчеві

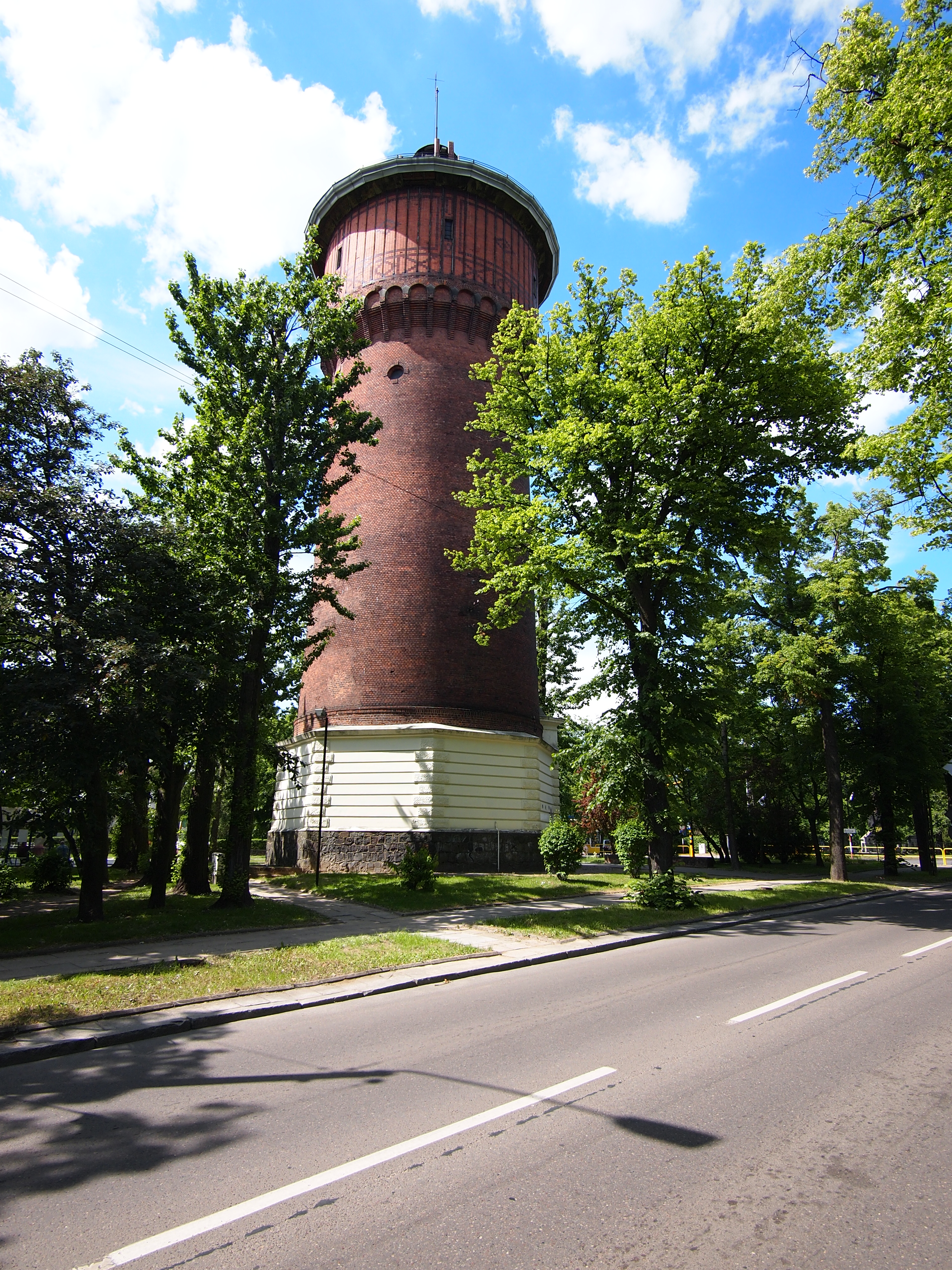
Муніципальна водонапірна башта в Тчеві

- Міський парк - розташований в центрі міста, займає площу близько 15 га. Його нижня частина збудована у другій половині ХІХ ст., верхня датується початком ХХ ст. Є напр. амфітеатр з оркестровим снарядом, а при вході до парку можна побачити пам’ятник тчевським скаутам, загиблим у Другій світовій війні.
- Будівля першої Державної морської школи в Польщі - побудована в 1911 році, спочатку в ній була жіноча школа. Морська школа була заснована в 1920 році і діяла в Тчеві до 1930 року. До переїзду до Гдині його закінчили 140 випускників факультетів навігації та машинобудування. Нині тут розташований 1-й ліцей Ogólnokształcące im. Марія Склодовська-Кюрі.Міський парк у Тчеві

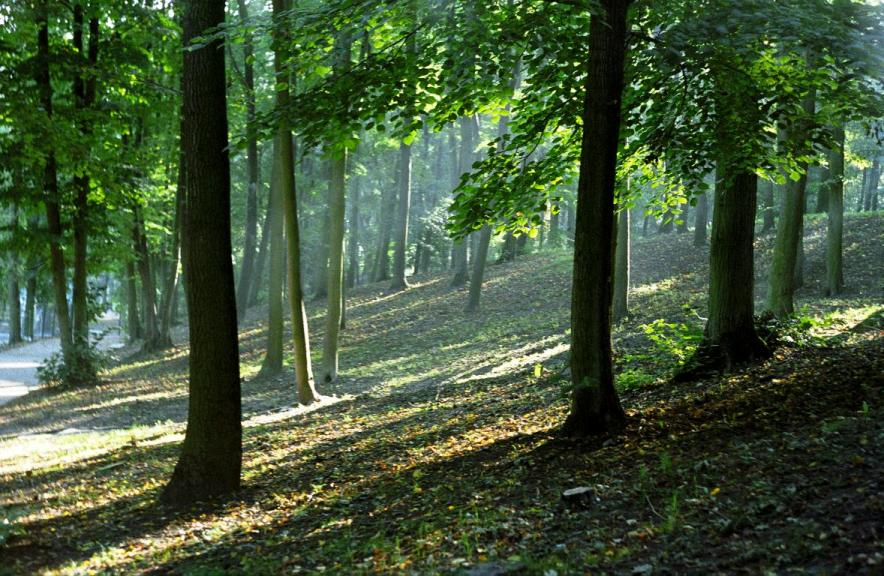
Міський парк у Тчеві

- Будівля колишніх ванн - будівництво завершено в 1913 році, на першому поверсі розташовувалася приймальня та лікувальні ванні кімнати, на другому - ванні кімнати першого і другого класу. Згодом будівля слугувала резиденцією повітового старости . Нині будівля знаходиться у приватних руках, а резиденція повітового старости нині знаходиться на вулиці Пясковій.
- Церква св. Йосип – побудований у 1931–1936 рр. Церква має 55 метрів в довжину і 30 метрів в ширину. Висота вежі від землі до даху 44 метри.

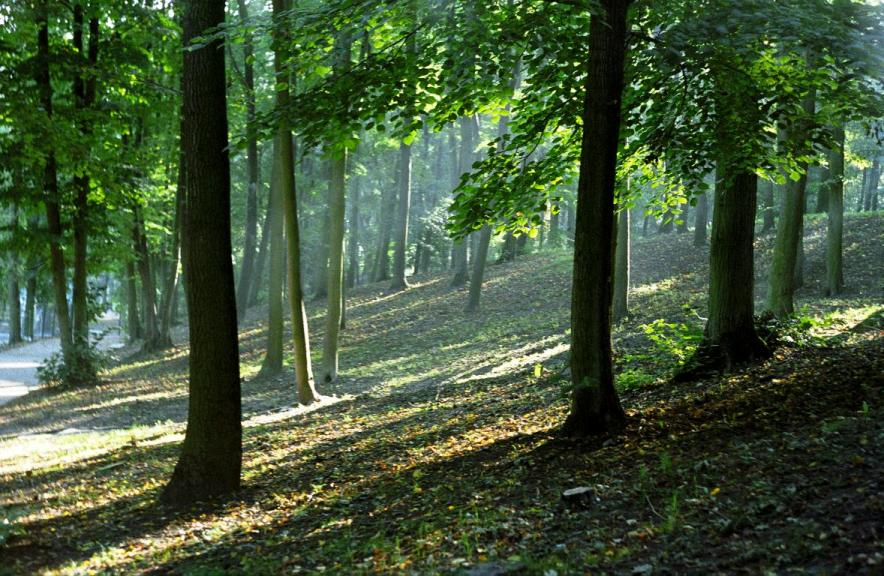
Міський парк у Тчеві

- Міський парк у ТчевіМарина з бульваром - рекреаційно-відпочинковий комплекс, побудований в рамках ревіталізації Старого міста, з йорданським садом, рестораном, корчмою, екскурсійними та пішохідними доріжками.
- Центр збереження уламків корабля
- Парк Коперника - знаходиться біля міської ратуші. Його реанімація розпочнеться у 2019 році.
- Млиновий канал .
- Книбавський міст - розташований приблизно за 2 км від південного кордону Тчева.

## Туристичні стежки
З Тчева починаються такі туристичні маршрути:
- Шлях Коцєвський: Тчев (dworzec PKP) – Старогард-Ґданський – Чарна Вода (84 km)
- Шлях Землі Тчевської ім.Романа Кліма: Тчев – Пельплін – Мала Корчма
- Шлях Нижньої Вісли: Тчев – Гнев – Нове

А також закінчується
Шлях Мотлавський Гданськ - Тчев
Спільним пунктом маршрутів є залізнична станція Тчев.

## Транспорт

### Залізниця

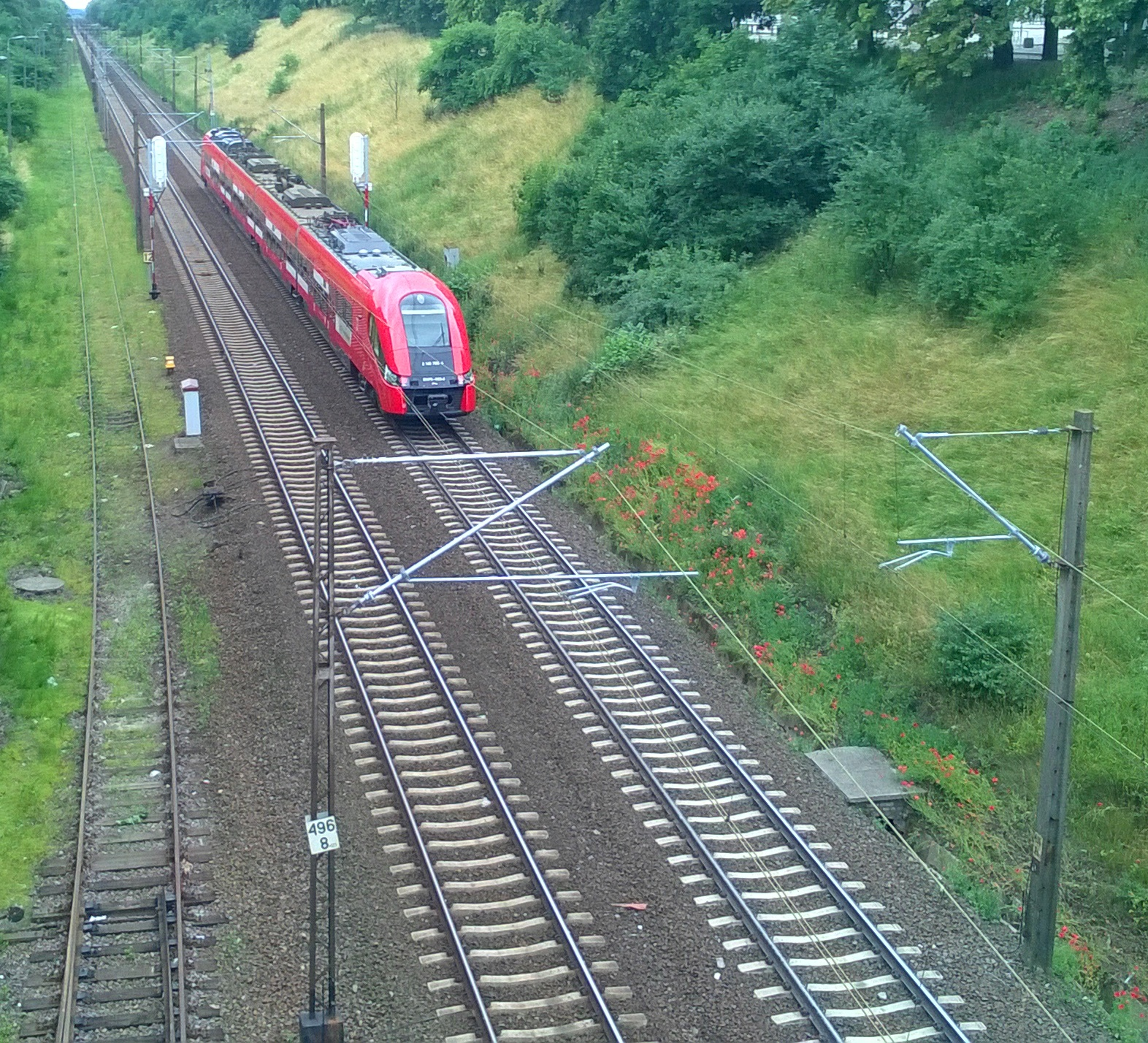
Залізнична лінія № 131 у Тчеві

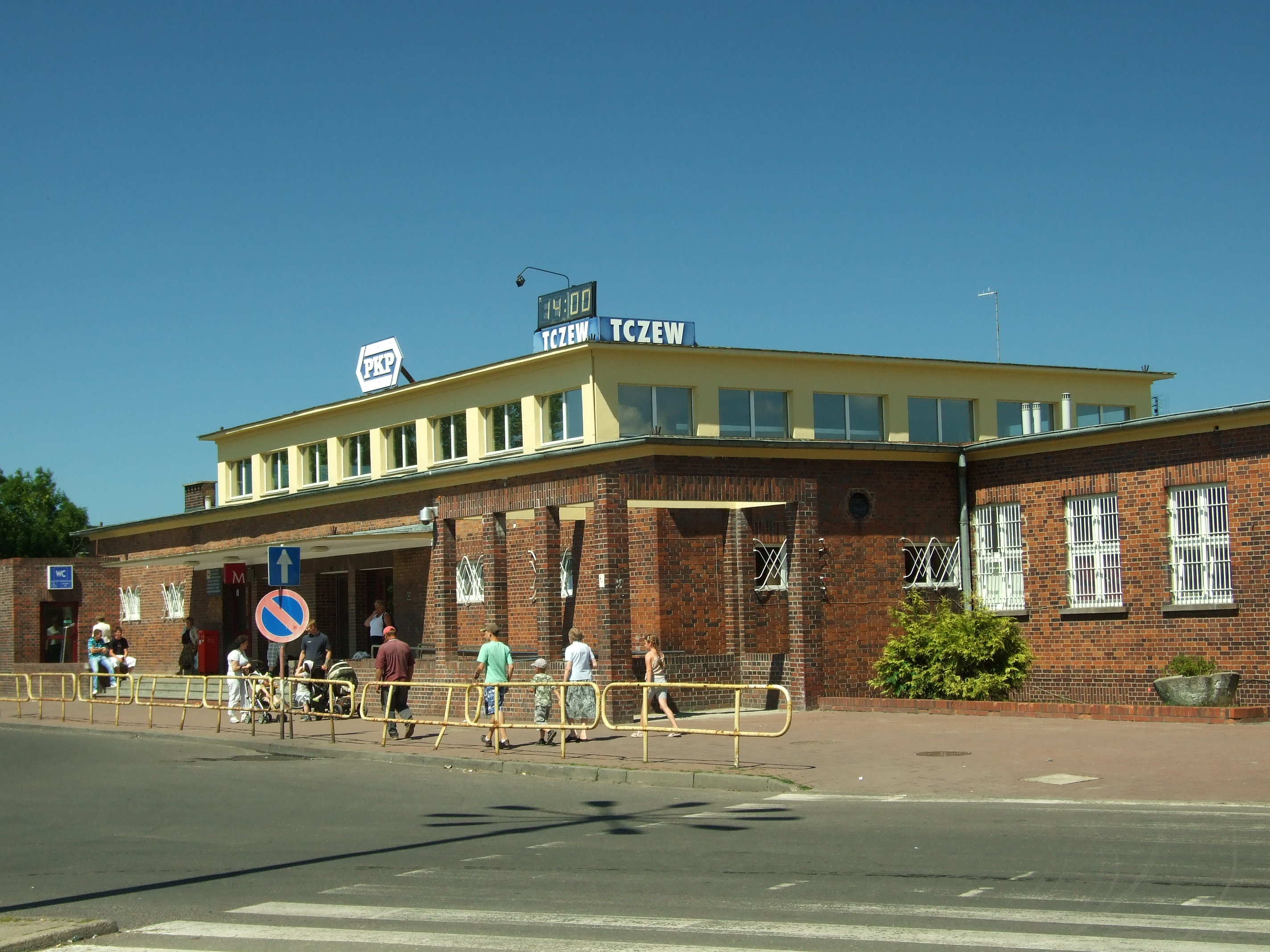
Залізнична станція в Тчеві

Тчев є одним з найбільших залізничних вузлів Померанії. Залізнична станція в Тчеві є важливою станцією пасажирських перевезень, а також вантажів і перевалки, пов’язана з Троїмським містом і найбільшими містами Польщі  . В адміністративних межах міста проходять важливі залізничні маршрути:
- залізнична лінія 9
- вугільна магістраль 131
- залізнична лінія 203
- залізничний вузол 730 Зайонтчково Тчевське та відділення Тчев Сухострига

### Дороги

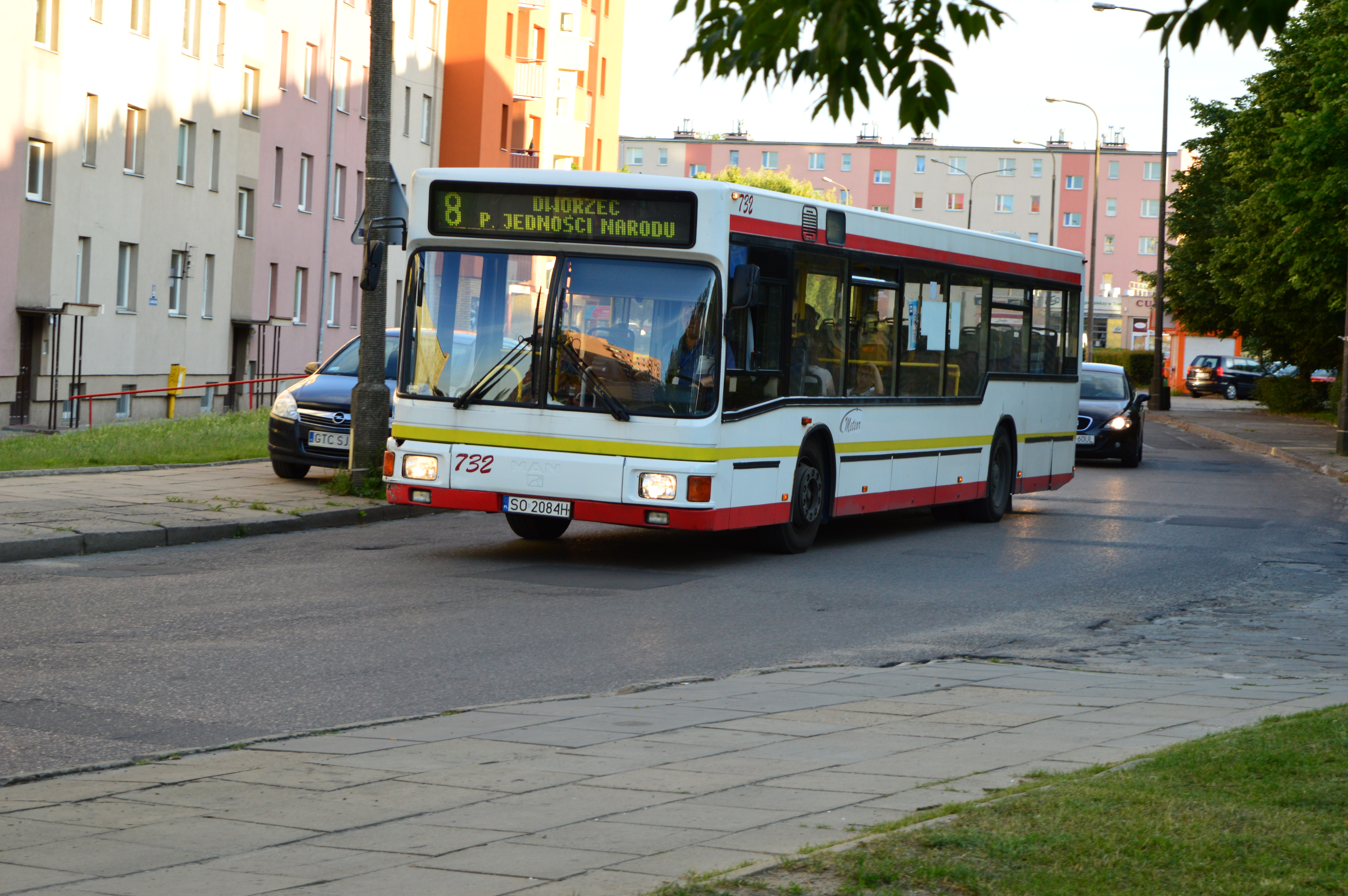
Міський автобус MAN NL-202

В адміністративних межах міста проходять національна дорога № 91 та провінційна дорога № 224

### Громадський транспорт
Громадський транспорт міста зосереджений на 10 автобусних лініях. Міський перевізник Гриф з Картузів . У місті є сучасна пересадкова станція та 3 автовокзали. Є також лінія No 50 за маршрутом Тчев — Гданськ — Тчев .

## Освіта

### Початкові школи
- Початкова школа No1 ген. Ян Генрик Домбровський
- Спортивна початкова школа № 2 з інтеграційними відділеннями ім Герої Вестерплатте
- Початкова школа No4 Кардинал Стефан Вишинський
- Початкова школа No5 Адам Міцкевич
- Початкова школа No7 Станіслав Сташич
- Початкова школа No8 вул. Войцех
- Початкова школа No10 з інтеграційними відділеннями Кол. Станіслав Домбек
- Початкова школа No11 Микола Коперник
- Початкова школа No12 Б. Малиновський
- Приватна початкова школа №1 ім вул. Падре Піо
- Недержавна приватна початкова школа Фонтан мрій
- Недержавна початкова школа Монтессорі
- Центр католицької освіти

### Середні школи
- Перший загальноосвітній ліцей ім. Марії Склодовської-Кюрі
- Університецький Католицький ліцей ім. вул. Королеви Ядвіги
- Об'єднана Школа економіки ім. Януша Пасерба
- ІІ СШ ім. Король Ян III Собеський
- Об'єднаний Технікум ім. Антонія Гарнушевськиого
- Об'єднана будівельно-швейна школа ім. Генрика Сенкевича
- Об'єднана ремісничо-купецька школа ім. Самбора II

### Коледжі
- Центр освіти дорослих – до складу закладу входить філія Гдинського морського університету та консультаційний пункт Гданського університету – Коледжу підготовки викладачів іноземних мов
- Консультаційний пункт Академії католицької теології у Варшаві
- Консультаційний пункт Ґданського технологічного університету
- Відділення Гданського університету прикладних наук

Крім того, в Тчеві є численні дитячі садки (державні та приватні), а також Комплекс спеціальних закладів ім. вул. Івана Павла ІІ (дитячий садок, початкова школа та старша школа).

## Релігійні громади

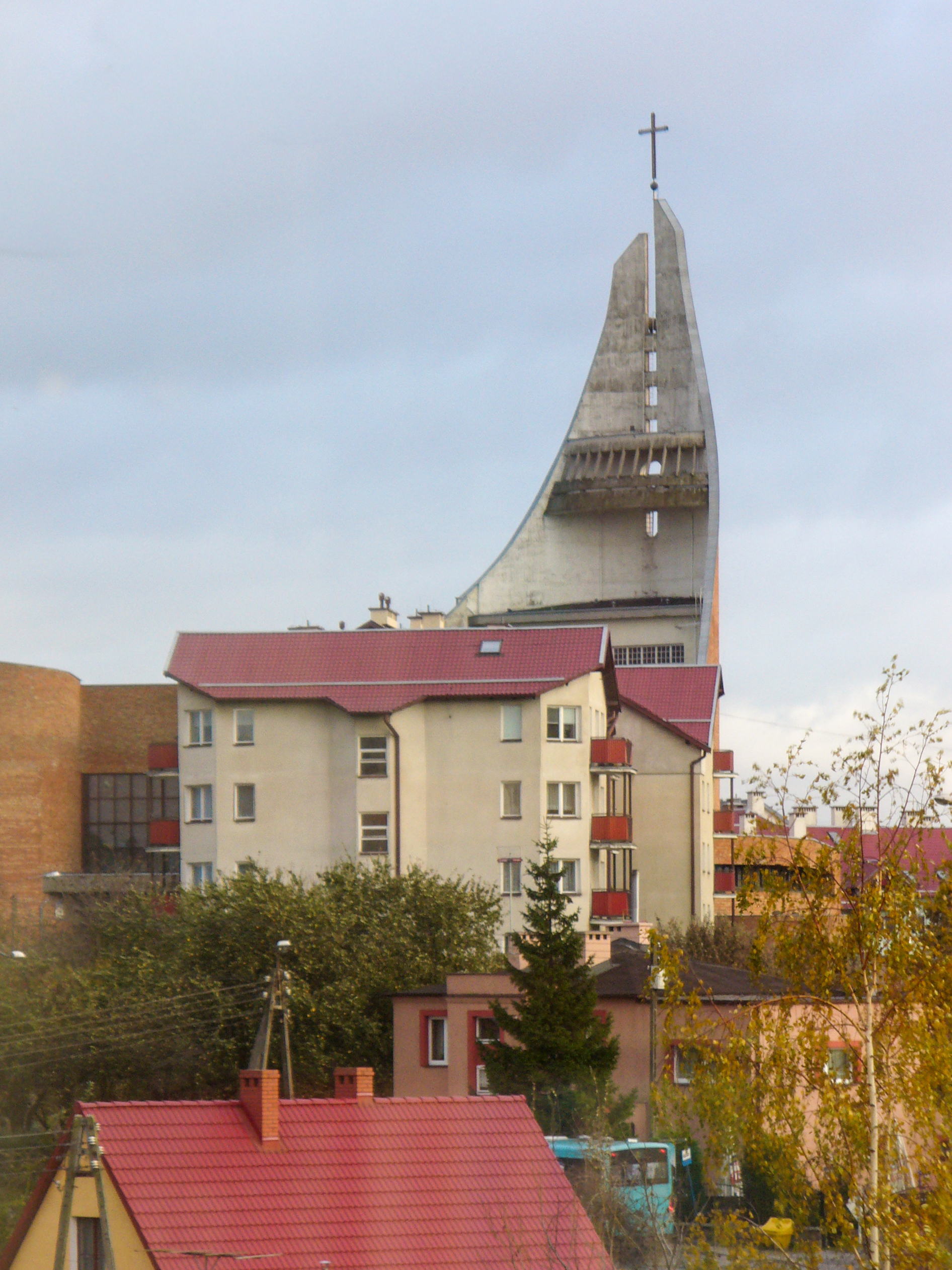
Парафіяльний костел Пресвятої Діви Марії, Матері Церкви

У місті здійснюють релігійну діяльність такі церкви та релігійні об’єднання:
- Християнська баптистська церква :
  - Громада баптистської церкви в Тчеві
- Євангелічно-лютеранська церква :
  - церква (філія парафії в Сопоті)
- Римо-католицька церква :
  - парафія с Ісус Христос, Цар Всесвіту
  - парафія с Богоматір Церкви – парох є деканом Тчевського деканату .
  - парафія с Воздвиження Хреста Господнього
  - парафія с вул. Франциск Ассізький
  - парафія с вул. Йосип
  - парафія с вул. Максиміліан Кольбе
  - церква вул. Станіслав Костка
  - цвинтарна каплиця Богородиця Скорботна
- Церква п'ятидесятників
- Свідки Єгови :
  - Церква Тчев-Центрум
  - Тчевсько-Чижиковська церква (включаючи російськомовну групу)
  - костел Тчев-Сухострига ( Зал Королівства Czarlin вул. Дворцова 10) [21]

## Кладовища
- комунальне кладовище,
- Католицький цвинтар-Нове
- Старий католицький цвинтар
- Цвинтар парафії с вул. Йосип
- Євангельський цвинтар

## Спорт

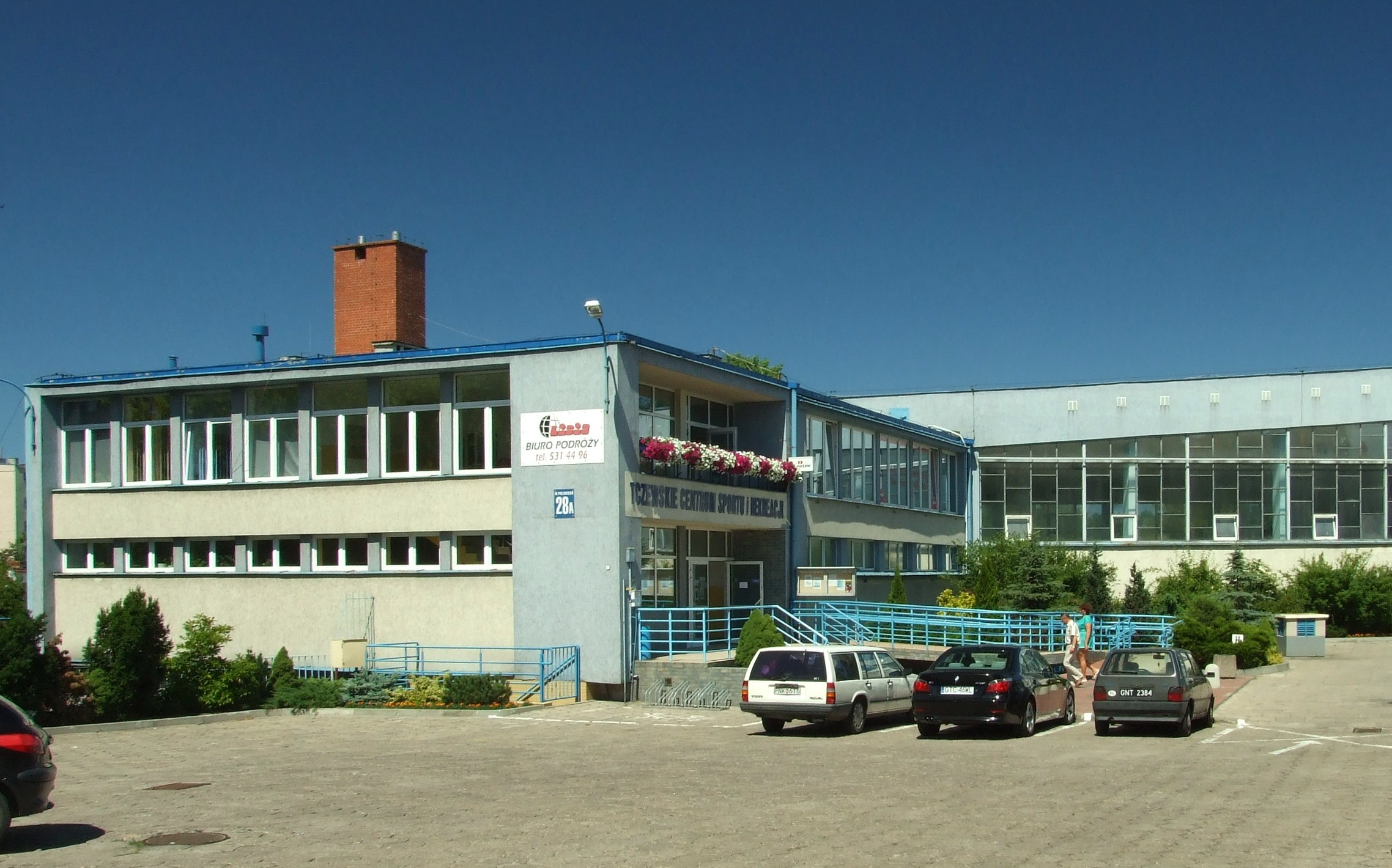
Спортивно-оздоровчий центр

Футбольний клуб Gryf 2009 Tczew базується в місті Тчев, який був заснований 24 червня 2009 року в результаті злиття двох клубів: Wisła Tczew та Unii Tczew  , Wisła Tczew, який був відновлений 
22 травня 2015 р. і Unia Tczew відновлено в 2012 році. Також є Тчевський центр спорту та відпочинку (TCSiR) із критим і відкритим басейнами, тренажерним залом, сауною та тенісними кортами  .

## Економіка
У місті розташована Поморська особлива економічна зона з численними підприємствами  . До більших компаній належать Flex і Eaton.

## Українці в Тчеві

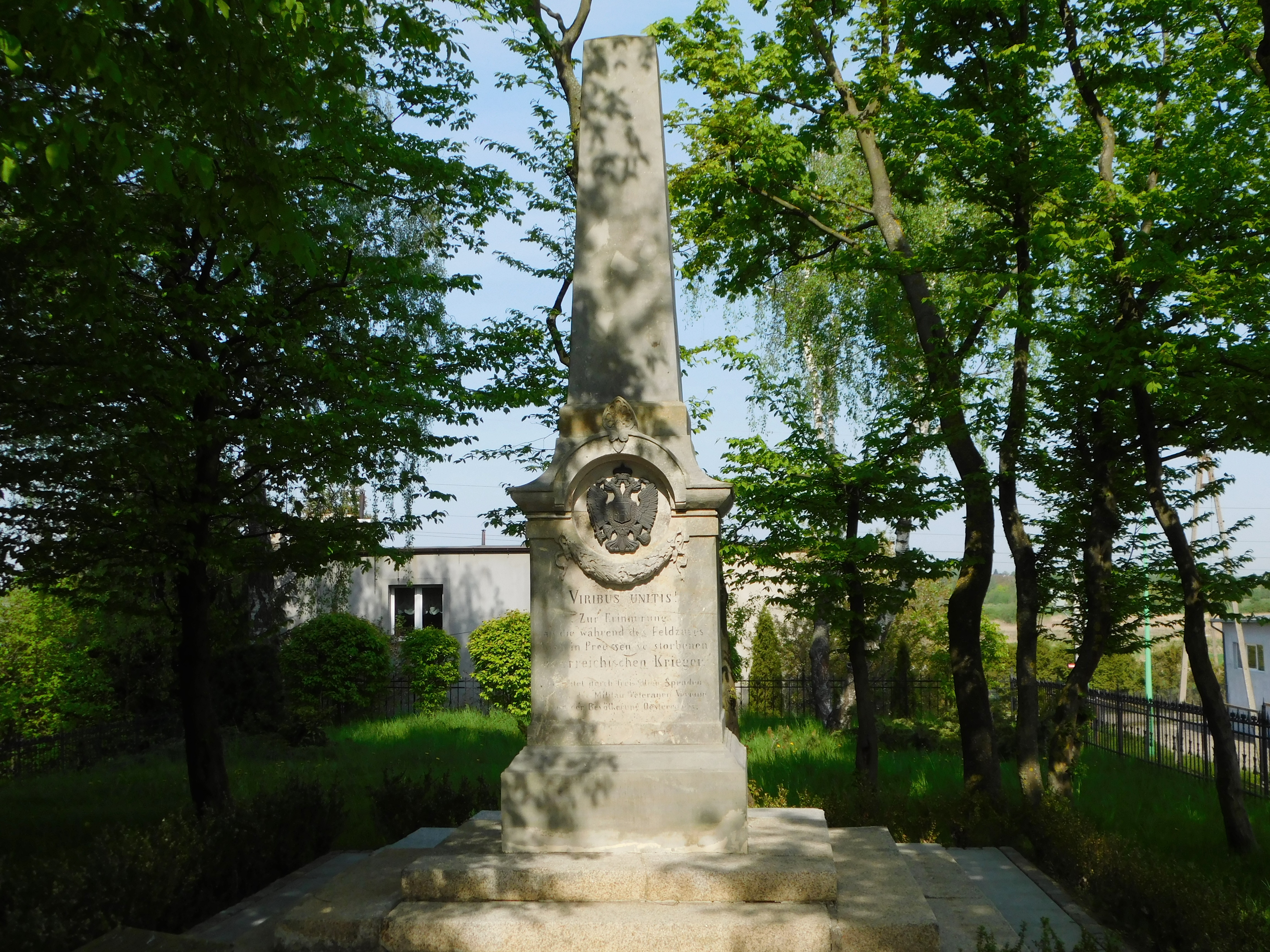
Пам'ятник на могилі солдат австрійської армії, які утримувалися тут пруссаками після перемоги в австро-прусській війні 1866 р. у Тчеві. Серед похованих три українці. Фото 2024 р.

На виїзді з Тчева до Скаршев зберіглося місце австрійського військового цвинтаря з меморіальним обеліском. Тут ховали померлих полонених солдат австрійської армії, які утримувалися тут пруссаками після перемоги в австро-прусській війні 1866 р. Як свідчить перелік імен на табличці поруч серед померлих були українці Іван Стесурек, Іван Ілличко та Степан Баба. 

Як свідчить  справа обвинувачення  по вбивству Перацького 1934 р.:
"У Сеника знайдено інструкції, опрацьовані Фединою, відносно способів і місць переходу кордону Вільного Міста Гданська і порозуміння ся з Фединою в Гданську. Одна з тих інструкцій поручає оминати Тчев, де, як твердить, вся гранична сторожа є наставлена на вилапання «розбишак» /то є членів Організації/, і поручає дорогу через Варшаву – Млаву – Дзялдово".
У містечку були розташовані могили хорунжого проф. Костянтина Чеховича (1896—1987), який працював директором бібліотеки в Тчеві та Тита-Євгена Бурачинського (1880—1968) — д-ра медичних наук, хірурга. З останнім пов'язана Головна лікарня в Тчеві. Втім точна локалізація і чи збережені ці поховання не відомо.

## Почесні громадяни міста Тчев
Список почесних громадян  :
- Богдан Борусевич (1990)
- О. Станіслав Ченевич (1990)
- Лех Валенса (1990)
- Луція Видровська-Бєдункевич (1990)
- Альфред Шикентанц (1990)
- О. Януш Пасерб (1991)
- О. Пьотр Висга (1996)
- prof.zw.dr hab. Казімеж Денек (1998)
- Здзіслав Ясковяк (2000)
- Роман Клим (2000)
- проф. Йозеф Шайна (2001)
- Френсіс Фабіч (2001)
- О. бп проф. доктор хаб. Ян Бернард Шлага (2002)
- Роман Ландовський (2003)
- Клаус Ломанн (2004)
- Річард Карчиковскі (2005)
- Єжи Кубіцький (2005)
- проф. Йозеф Анджей Лісовський (2006)
- Казімєж Пєховський (2006)
- Ян Роговскі (2008)
- Валентій Фатерковський (2009)
- Зенон Одя (2011)
- О. Антоній Дунайський (2012)
- Kazimierz Zimny [29] (2016)
- проф. Ян Штрелау (2017)
- проф. Гжегож Вітольд Колодко (2017)
- Чеслава Косцянська (2021) [30]

## Міжнародне співробітництво
Міста та комуни-партнери:
| Місто             | Країна          | Рік підписання договору |
| ----------------- | --------------- | ----------------------- |
| Віттен            | Німеччина       | 1990, 1998, 1999 роки   |
| Лев-га-Шарон      | Ізраїль         | 1997 рік                |
| Вердер (Гавел)    | Німеччина       | 1998 рік                |
| Біржай            | Литва           | 1998 рік                |
| Баркінг і Дагенем | Велика британія | 1999 рік                |
| Дембно            | Польща          | 2000 рік                |
| Бове́              | Франція         | 2005 рік                |
| Чорномо́рськ       | Україна         | 2006 рік                |
| Айзкраукле        | Латвія          | 2007 рік                |

## Дивись також
- Єврейська громада в Тчеві
- Синагога в Тчеві
- Стара синагога в Тчеві
- Старий єврейський цвинтар у Тчеві
- Новий єврейський цвинтар у Тчеві
- Проспект Солідарності в Тчеві
- Міжнародний фестиваль театрально-мистецької діяльності Zdarzenia
- Ліхтуга, судноплавство Вісла-Балт
- Річкові криголами на Віслі
- С. С. Тчев
- Flex (підприємство)
- 47 саперний батальйон (LWP)

## Виноски
1. ↑  GUS. Ludność w miejscowościach statystycznych według ekonomicznych grup wieku. Stan w dniu 31.03.2011 r. [Населення статистичних місцевостей за економічними групами віку. Стан на 31.03.2011]. Процитовано 12 серпня 2018.
2. ↑  Населення, площа та густота за даними Центрального статистичного офісу Польщі. Powierzchnia i ludność w przekroju terytorialnym w 2007. .
3. ↑  Lista miast w Polsce (spis miast, mapa miast, liczba ludności, powierzchnia, wyszukiwarka) (пол.)
4. ↑  Port Lotniczy Gdańsk (пол.)
5. ↑  Podział Administracyjny Miasta Tczewa. tczew.pl. Архів оригіналу за 14 серпня 2014. Процитовано 17 лютого 2023. [Архівовано 2014-08-14 у Wayback Machine.].
6. ↑  , Ewa Siatkowska, "Rodzina języków zachodniosłowiańskich"
7. ↑  Witold Mikołajczyk, Wojny polsko-krzyżackie Wydawnictwo Replika Zakrzewo 2009, s.26.
8. ↑  K.Korda, Gdy miasto upadło. Zdobycie Tczewa przez Krzyżaków w 1308, „Kociewski Magazyn Regionalny” 2001, nr 2.
9. ↑  Tak, to jest krzyżacki zamek. Archeowieści. 24 лютого 2012. Архів оригіналу за 26 лютого 2012. Процитовано 17 лютого 2023. [Архівовано 2012-02-26 у Wayback Machine.]
10. ↑  DETEKT - Badania archeologiczne w Tczewie, ul. Zamkowa (пол.), архів оригіналу за 9 листопада 2017, процитовано 17 лютого 2023 [Архівовано 2017-11-09 у Wayback Machine.]
11. 1 2  Jerzy Miciński: Księga statków polskich: 1918-1945. T. 1. Gdańsk: Polnord, Oskar, 1996, s. 152-166. ISBN 83-86181-23-0
12. ↑  Wojsko w Tczewie w serwisie Dawny Tczew [dostęp 7-05-2017]
13. ↑  , Mariusz Lesław Krogulski, "Okupacja w imię sojuszu. Armia sowiecka w Polsce 1944–1956 (fragmenty)" [Архівовано 2018-10-13 у Wayback Machine.]
14. ↑  B. Śliwiński, Pomorze Wschodnie w okresie rządów księcia polskiego Władysława Łokietka w latach 1306–1309, Gdańsk 2003.
15. ↑  Kurowska-Ciechańska, Judyta (2008). Koleje. Warszawa: Carta blanca.
16. ↑  Ludność. Stan i struktura w przekroju terytorialnym. Stan w dniu 30 VI 2013 r. (PDF). GUS (пол.).
17. ↑  Tczew polskawliczbach.pl, w oparciu o dane GUS.
18. ↑  Zobacz jak zmieniło się Pomorze. Porównujemy stare i aktualne zdjęcia.
19. ↑  Wyszukiwarka rozkładu jazdy pociągów PKP PLK S.A. - Portal Pasażera - PKP Polskie Linie Kolejowe S.A. (пол.), архів оригіналу за 15 січня 2018, процитовано 17 лютого 2023
20. ↑  Arriva - Twój regionalny przewoźnik (пол.)
21. ↑  Шаблон:Jw
22. ↑  Informacje o klubie. gryf.tczew.net.pl.
23. ↑  Fuzja piłkarska: Wisła i Unia połączone! Powstał Gryf Tczew. portalpomorza.pl (Gazeta Tczewska). Архів оригіналу за 2 листопада 2013. Процитовано 17 лютого 2023. [Архівовано 2013-11-02 у Wayback Machine.]
24. ↑  Tczewskie Centrum Sportu i Rekreacji. tcsir.tcz.pl.
25. ↑  , PSSE- strefa.org.pl, "Pomorska Specjalna Strefa Ekonomiczna"
26. ↑  Парінкоза, Іван. Тчев м-ко. Прадідівська слава. Українські пам’ятки (українська) . М. Жарких. Процитовано 12.08.2020 р..
27. ↑  Wyróżnienia tczewskiego samorządu. UM Tczewa.
28. ↑  Tczew - Honorowi Obywatele Miasta Tczewa (пол.), 1 травня 2020
29. ↑  Kazimierz Zimny Honorowym Obywatelem Miasta Tczewa
30. ↑  Tczew - Honorowi Obywatele Miasta Tczewa (pl-PL) , 1 травня 2020

## Зовнішні посилання
- Halicki, Krzysztof. Samorząd powiatowy w powiecie tczewskim w latach 1920-1939, Tczew 2016, ss. 189. Krzysztof Halicki - Academia.edu.
- Dawny Tczew: Strona o historii Tczewa i okolic, galeria zdjęć i pocztówek
- Serwis Poświęcony historii Mostu Tczewskiego
- Przewodnik po zabytkach Tczewa
- Miejski Serwis Internetowy
- Zbiór zdigitalizowanych dokumentów o mieście w Miejskiej Bibliotece Publicznej w Tczewie
- Trsovia – Niekomercyjna galeria zdjęć Tczewa i okolic. t.tczew.pl.
- Zdjęcia Tczewa z lotu ptaka
- Tczew // Słownik geograficzny Królestwa Polskiego. — Warszawa : Druk «Wieku», 1892. — Т. XII. — S. 270. (пол.)
- Archiwalne widoki i publikacje związane z miejscowością w bibliotece Polona

| Польща | Це незавершена стаття з географії Польщі. Ви можете допомогти проєкту, виправивши або дописавши її. |